# Língua búlgara
A língua búlgara (em búlgaro: български език; AFI: /ˈbɤ̞ɫɡɐrski ɛˈzik/; transl. balgarski ezik) é pertencente ao ramo eslavo da família indo-europeia, utilizada pelos búlgaros e falada primariamente na Bulgária.
Com aproximadamente 7,9 milhões de falantes, o búlgaro é uma língua em situação ativa, sendo a língua oficial da República da Bulgária e, desde 2007, está sendo uma das línguas oficiais da União Europeia. O idioma é falado também em comunidades históricas búlgaras em outros países, como Macedônia do Norte, Ucrânia, Moldávia, Sérvia, Romênia, Hungria, Albânia, Grécia e Turquia.
O búlgaro é descendente direto dos antigos dialetos eslavos falados na Península Balcânica desde a chegada dos eslavos por volta da metade do primeiro milénio d.C.  O búlgaro é considerado a primeira língua eslava registrada, e suas origens remontam ao período em que os búlgaros adotaram o cristianismo. Seus primeiros registros datam do século IX, sendo utilizados para fins religiosos e hagiográficos, gravados em manuscritos em eslavo antigo, cujo sistema de escrita era o glagolítico. Atualmente, a língua utiliza o alfabeto cirílico como sistema de escrita, possuindo uma variante com 30 letras.
O búlgaro compartilha muitos fenômenos linguísticos com o macedônio, que os diferem das demais línguas eslavas. Entre essas características, está a eliminação dos casos gramaticais, a utilização de um sufixo para artigos definidos, a falta da forma nominal infinitiva nos verbos e o desenvolvimento da evidencialidade.

## Etimologia

Gravura do menológio de Basílio II, representando guerreiros protobúlgaros atacando cristãos bizantinos

Em búlgaro, български език (balgarski ezik) significa "língua búlgara" ou "língua dos búlgaros". O nome "búlgaro" procede dos nomes das tribos protobúlgaras, de origem turca, que habitaram os Balcãs orientais no século VII d.C. e fundaram o Primeiro Império Búlgaro. A primeira menção clara dos protobúlgaros em fontes escritas data do ano de 480 d.C., quando eles serviram como aliados do imperador bizantino Zenão, contra os ostrogodos, embora na cronografia de 354 d.C. haja uma referência obscura a Ziezi ex quo Vulgares, com Ziezi representando os descendentes de Sem, filho de Noé.
A origem do nome é incerta e há várias teorias que explicam o seu nome. A teoria mais difundida afirma que possivelmente o nome é derivado da palavra de origem turca bulģha, que significa "misturar" e "agitar" e sua derivação bulgak ("revolta" ou "desordem"). O significado pode ser estendido para "rebelar", "incitar" ou "produzir um estado de desordem", e assim, na sua derivação, descrevendo-os como "perturbadores" e "não homogêneos". Alguns nomes fonologicamente próximos eram frequentemente descritos em termos semelhantes em tribos do interior da Ásia, como Buluoji, um componente do grupo chamado pelos chineses de  "os Cinco Bárbaros", que durante o século IV eram retratados como ambos: uma "raça mista" e "criadores de problemas".

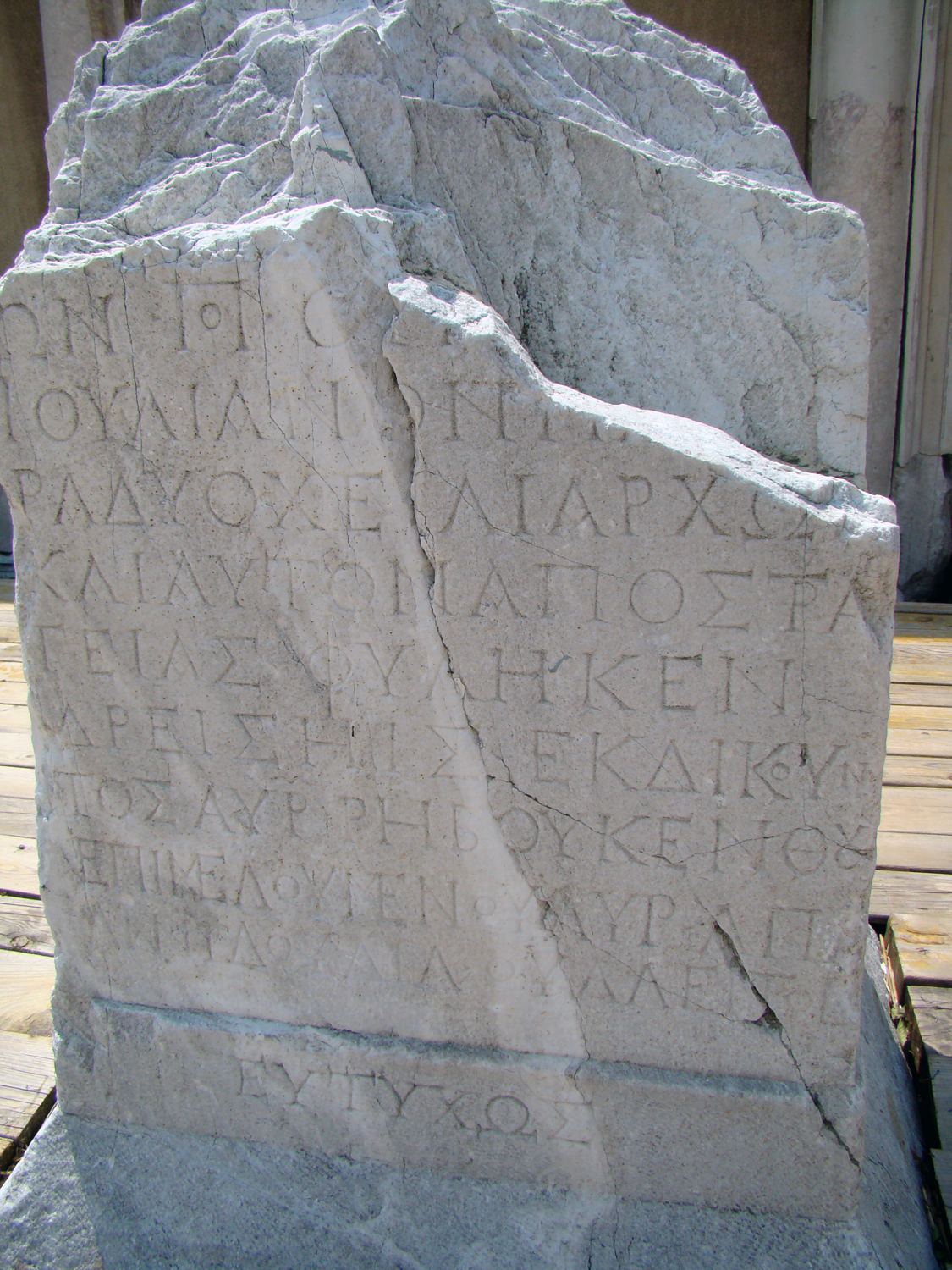
Escrituras gregas encontradas no Anfieatro de Plovdiv

Há também a ideia de que o nome venha de burg palavra das línguas germânicas para "castelo". O arqueólogo Antonios Keramopoulos deriva o nome bulgars de burgarii ou burgarioi, significando "aqueles que mantêm as fortalezas" (burgi, bourgoi, purgoi) ao longo das fronteiras do norte das províncias balcânicas do Império Romano, mencionados primeiramente em grego numa inscrição datada de 202 d.C., encontrada entre Plovdiv e Pazardzhik.
Entre outras teorias, acredita-se que o nome "búlgaro" tenha alguma relação com o rio Volga, localizado majoritariamente na Rússia, local habitado pelos eslavos que migraram para os Balcãs e deram origem aos búlgaros. Outros dizem que o nome deriva da palavra alana bilgeron, que significa "pessoas que vivem nas terras distantes". Por fim, outros exploradores afirmam que a origem do nome era totêmica, referindo-se a palavras que denotam marta ou zibelina.

## Distribuição

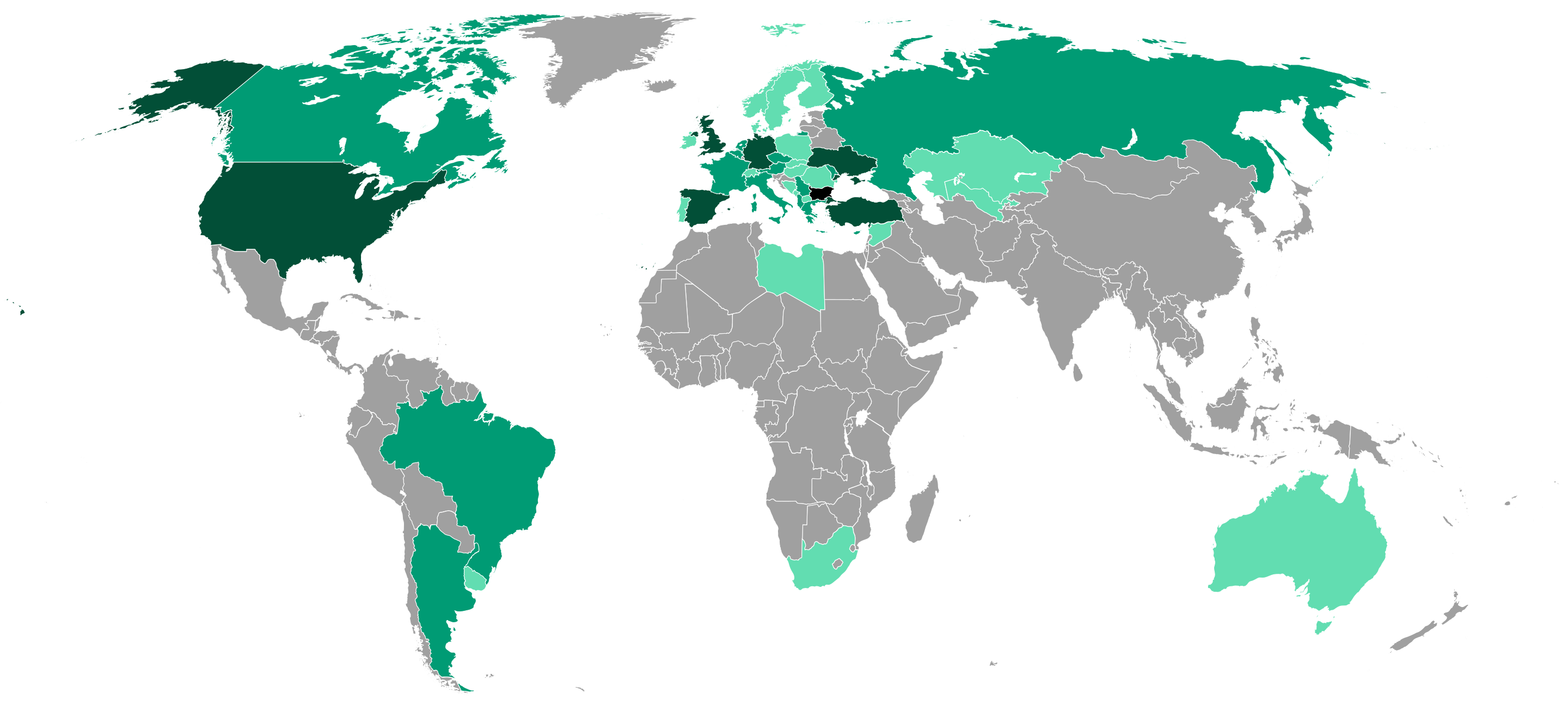
Mapa da diáspora búlgara
Bulgária
+100.000 falantes
+10.000 falantes
+1.000 falantes

A língua búlgara é predominantemente falada na Bulgária, onde é o idioma oficial e é utilizado pela maioria da população. Além disso, comunidades significativas de falantes de búlgaro podem ser encontradas em países vizinhos, como Sérvia, Macedônia do Norte, Grécia, Turquia e Romênia, devido a migrações históricas e presença de minorias étnicas. A diáspora búlgara também contribui para a presença do idioma em países como Alemanha, Espanha, Reino Unido, Estados Unidos e Canadá, onde imigrantes búlgaros mantêm viva a língua e a cultura. Estima-se que o número total de falantes de búlgaro em todo o mundo seja superior a 9 milhões, incluindo tanto falantes nativos quanto aqueles que o utilizam como segunda língua.

### Dialetos
Os dialetos búlgaros dividem-se em duas categorias:
- Búlgaro oriental: com o mísio na região nordeste próxima ao mar Negro; o balcânico e o rupski, sendo esta última variante a mais antiga de todas.
- Búlgaro ocidental: com as variantes setentrional e meridional.

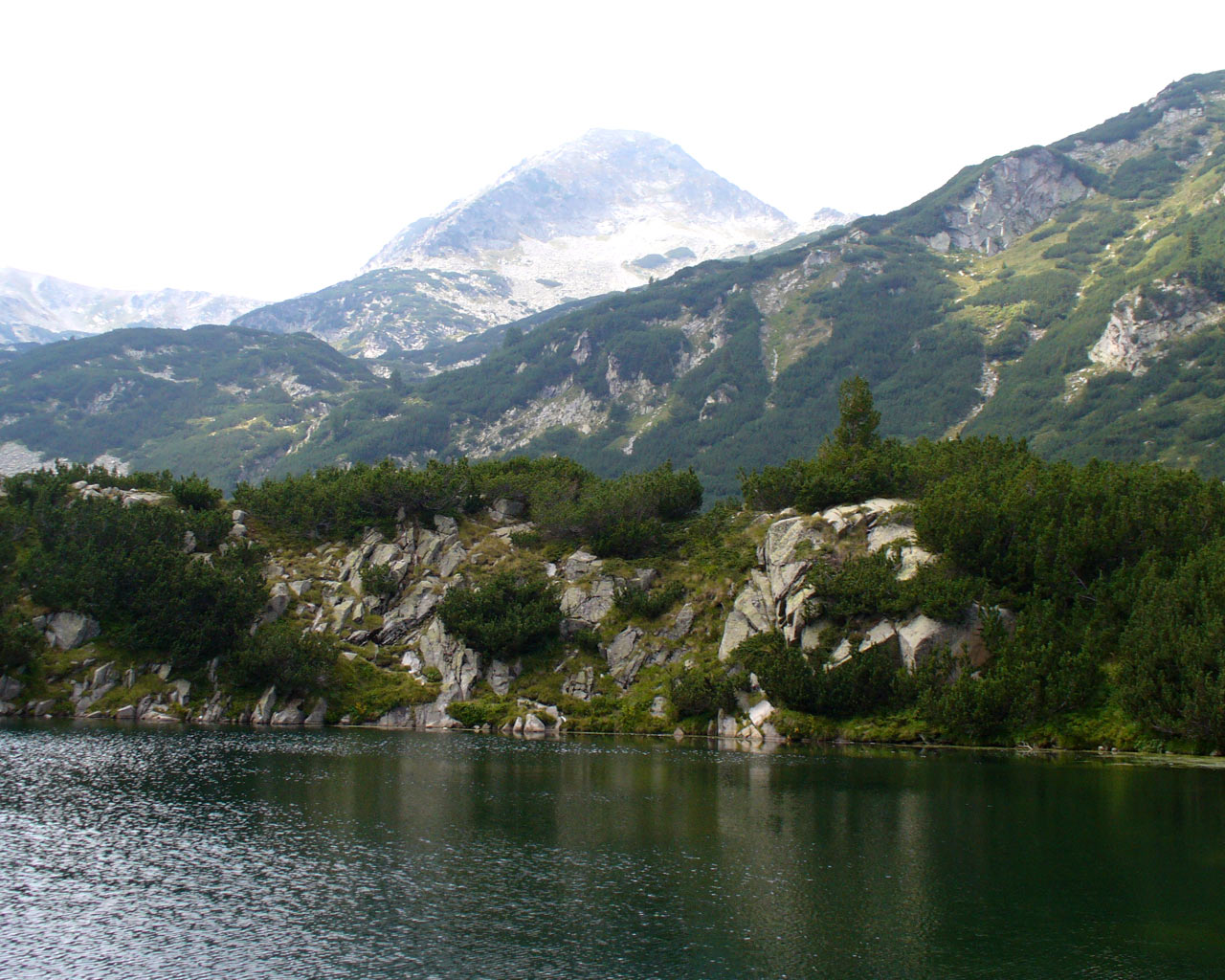
Parque Nacional Pirin, em Bansko, uma das paisagens mais bonitas da Bulgária

A divisão de dialetos e subdialetos pode ser feita desta maneira:

- Búlgaro
  - Dialetos orientais
    1. Dialeto mísio; falado em Burgas, Karnobat, Aytos, Yambol
      1. Subdialeto Shumen; falado em Shumen, Kaspichan

    2. Dialeto balcânico;
      1. Subdialeto balcânico central; falado em Karlovo, Kazanlak, Plovdiv, Troyan, Lovech, Gabrovo, Kalofer, Tryavna e regiões dos Ródopes
      2. Subdialeto de Kotel, Elena e Dryanovo
      3. Subdialeto de Panagyurishte;
      4. Subdialeto de Pirdop;
      5. Subdialeto de Teteven;
      6. Subdialeto de Erkech; falado em Golitsa e Kozichino
      7. Subdialeto subbalcânico; falado em Dobrich, Varna, Balchik e em partes da Bessarábia

    3. Dialeto de Rup
      1. Subdialeto de Istranca;
      2. Subdialeto trácio; falado em Haskovo, Parvomay, Elhovo, Harmanli, Svilengrad, Topolovgrad e Ivaylovgrad
      3. Subdialeto ródope central (chamado de língua pomak na Grécia e na Turquia) ; falado em Smolyan, Trácia Oriental (Turquia), Trácia Ocidental (Grécia)
      4. Subdialeto de Hvoyna; falado em Batak
      5. Subdialeto de Chepino; falado em Velingrad, Rakitovo, Kostandovo, Dragichevo, Dorkovo
      6. Subdialeto pauliciano; falado em Rakovski, Svishtov, região do Banato (Sérvia e Romênia)
      7. Subdialeto de Zlatograd; falado em Zlatograd, Nedelino, Kirkovo
      8. Subdialeto de Babyak; falado em Belitsa, Sarnitsa, Velingrad
      9. Subdialeto de Razlog; falado em Razlog, Blagoevgrad
      10. Subdialeto de Serres-Nevrokop; falado em Serres (Grécia) e Gotse Delchev

  - Dialetos ocidentais
    1. Dialeto do Noroeste
      1. Subdialeto de Byala Slatina-Pleven; falado em Byala Slatina, Pleven, Kula
      2. Subdialeto de Vidim-Lom; falado em Vidim, Lom, Berkovitsa, Montana
      3. Subdialeto de Sófia; falado em Sófia e na região de Shopi

    2. Dialeto do Sudoeste
      1. Subdialeto de Pirin
      2. Subdialeto de Botevgrad; falado em Botevgrad e Etropole
      3. Subdialeto de Vratsa;
      4. Subdialeto de Ihtiman; falado em Ihtiman, Kostenets, Septemvri
      5. Subdialeto de Elin Pelin;
      6. Subdialeto de Samokov;
      7. Subdialeto de Dupnitsa;
      8. Subdialeto de Kyustendil;
      9. Subdialeto de Maleshevo-Pirin; falado na região de Pirin e Maleshevo (Macedônia do Norte);
      10. Subdialeto de Solun-Voden-Kukush (Grécia); falado em Tessalônica, Edessa e Kilkis

    3. Dialeto transicional
      1. Subdialeto de Tran; falado em Tran, Godech e na Periferia ocidental búlgara
      2. Subdialeto de Breznik; falado em Breznik e Graovo (Sérvia)
      3. Subdialeto de Belogradchik

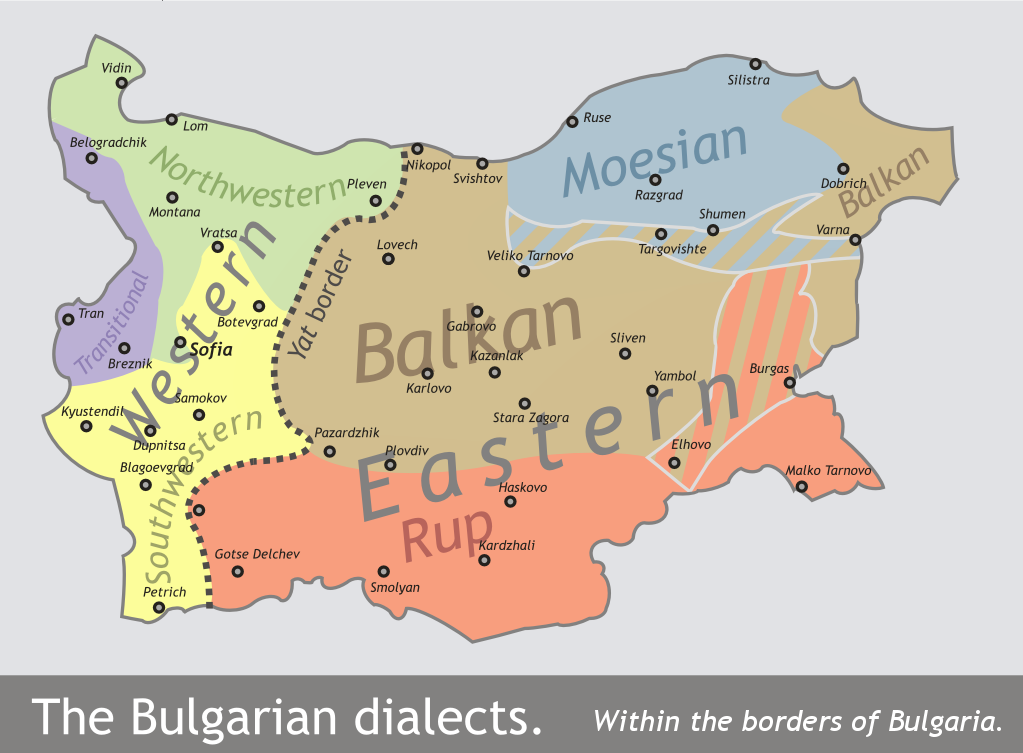
Mapa dos dialetos búlgaros

Os dialetos búlgaros exibem variações fonéticas e lexicais marcantes, influenciadas por fatores históricos e geográficos. Foneticamente, os dialetos orientais, como o mísio, caracterizam-se pela redução de vogais átonas, como a transformação de /ɔ/ em /ɤ/ (ex.: "вода" [vɔˈda] → [vɤˈda]). Já os dialetos ocidentais, como o de Pirin, preservam essas vogais (ex.: "вода" permanece [vɔˈda]). Além disso, os dialetos orientais apresentam a palatalização de consoantes antes de /ɛ/ e /i/ (ex.: "ден" [dɛn] → [dʲɛn]), enquanto os ocidentais não. Lexicalmente, os dialetos orientais refletem influências do turco otomano (ex.: "джам" [dʒam] para "vidro") e do grego, enquanto os ocidentais incorporam termos do sérvio (ex.: "кућа" [kut͡ɕa] para "casa"). Essas diferenças resultam de migrações, domínios políticos distintos e interações culturais ao longo dos séculos.
Além disso, a principal diferença fonética entre os dialetos búlgaros ocorre nas palavras derivadas do protoeslavo que utilizava a vogal Ѣ, chamada de yat. Nos dialetos orientais, a yat se transformou no ditongo я [ja], enquanto nos dialetos ocidentais foi substituída pela vogal e [ɛ].
A tabela abaixo compara algumas palavras comuns em diferentes dialetos da língua búlgara, destacando as variações lexicais entre eles.
| Búlgaro padrão   | Dialeto mísio | Dialeto balcânico | Dialeto de Rup | Dialeto do Noroeste | Dialeto do Sudoeste | Dialeto transicional |
| ---------------- | ------------- | ----------------- | -------------- | ------------------- | ------------------- | -------------------- |
| вода (água)      | вода          | вода              | вода           | вода                | вода                | вода                 |
| хляб (pão)       | хляб          | хляб              | хляб           | хлеб                | хлеб                | хлеб                 |
| мляко (leite)    | мляко         | мляко             | мляко          | млеко               | млеко               | млеко                |
| дърво (árvore)   | дърво         | дърво             | дърво          | дрво                | дрво                | дрво                 |
| слънце (sol)     | слънце        | слънце            | слънце         | слънце              | слънце              | слънце               |
| вятър (vento)    | вятър         | вятър             | вятър          | ветер               | ветер               | ветер                |
| мравка (formiga) | мравка        | мравка            | мравка         | мравка              | мравка              | мравка               |
| къща (casa)      | къща          | къща              | къща           | кућа                | кућа                | кућа                 |

### Línguas relacionadas
O búlgaro é uma língua eslava meridional, pertencente ao ramo das línguas indo-europeias. Como tal, compartilha uma origem comum com outras línguas eslavas, como o russo, o polonês, o tcheco e o sérvio. Dentro do grupo eslavo meridional, o búlgaro é mais próximo do macedônio, com o qual forma um subgrupo linguístico. Essa proximidade se deve a características gramaticais e lexicais compartilhadas.
Abaixo está um cladograma que ilustra a posição do búlgaro dentro da família das línguas eslavas:
|  | búlgaro   |
|  |           |
|  | Macedônio |
|  |           |
|  | sérvio    |
|  |           |
|  | croata    |
|  |           |
|  | esloveno  |
|  |           |

|  | polonês  |
|  |          |
|  | tcheco   |
|  |          |
|  | eslovaco |
|  |          |

|  | russo       |
|  |             |
|  | ucraniano   |
|  |             |
|  | bielorrusso |
|  |             |

|  | búlgaro   |
|  |           |
|  | Macedônio |
|  |           |
|  | sérvio    |
|  |           |
|  | croata    |
|  |           |
|  | esloveno  |
|  |           |

|  | polonês  |
|  |          |
|  | tcheco   |
|  |          |
|  | eslovaco |
|  |          |

|  | russo       |
|  |             |
|  | ucraniano   |
|  |             |
|  | bielorrusso |
|  |             |

Mapa das línguas eslavas

O búlgaro e o macedônio são línguas estreitamente relacionadas, ambas pertencentes ao grupo das línguas eslavas meridionais. Elas compartilham características únicas entre as línguas eslavas, como a perda quase completa da declinação nominal e o uso de artigos definidos pós-posicionados (ex.: "книгата" em búlgaro e "книгата" em macedônio para "o livro"). Além disso, ambas as línguas têm uma forte influência do eslavônico antigo, a língua litúrgica usada pelos primeiros eslavos cristãos, que serviu como base para o desenvolvimento de suas gramáticas e vocabulários modernos. No entanto, há diferenças notáveis, como a fonética (o macedônio preserva mais vogais reduzidas, enquanto o búlgaro as perdeu) e aspectos lexicais (influências do sérvio no macedônio e do turco otomano no búlgaro). Figuras importantes como os irmãos Cirilo e Metódio, que criaram o alfabeto glagolítico no século IX, e estudiosos como Krste Misirkov, que defendeu a padronização do macedônio no início do século XX, desempenharam papéis cruciais no desenvolvimento e na preservação dessas línguas. Apesar das diferenças políticas e identitárias entre a Bulgária e a Macedônia do Norte, as duas línguas mantêm uma inteligibilidade mútua significativa.
| Português | Búlgaro          | Macedônio           | Russo            | Polonês | Tcheco | Ucraniano         | Sérvio          | Croata | Esloveno |
| --------- | ---------------- | ------------------- | ---------------- | ------- | ------ | ----------------- | --------------- | ------ | -------- |
| Mãe       | Майка (Mayka)    | Мајка (Majka)       | Мать (Mat')      | Matka   | Matka  | Мати (Maty)       | Мајка (Majka)   | Majka  | Mati     |
| Pai       | Баща (Bashta)    | Татко (Tatko)       | Отец (Otets)     | Ojciec  | Otec   | Батько (Bat'ko)   | Отац (Otac)     | Otac   | Oče      |
| Irmão     | Брат (Brat)      | Брат (Brat)         | Брат (Brat)      | Brat    | Brat   | Брат (Brat)       | Брат (Brat)     | Brat   | Brat     |
| Irmã      | Сестра (Sestra)  | Сестра (Sestra)     | Сестра (Sestra)  | Siostra | Sestra | Сестра (Sestra)   | Сестра (Sestra) | Sestra | Sestra   |
| Água      | Вода (Voda)      | Вода (Voda)         | Вода (Voda)      | Woda    | Voda   | Вода (Voda)       | Вода (Voda)     | Voda   | Voda     |
| Fogo      | Огън (Ogǎn)      | Оган (Ogan)         | Огонь (Ogon')    | Ogień   | Oheň   | Вогонь (Vohon')   | Огањ (Oganj)    | Vatra  | Ogenj    |
| Terra     | Земя (Zemya)     | Земја (Zemja)       | Земля (Zemlya)   | Ziemia  | Země   | Земля (Zemlya)    | Земља (Zemlja)  | Zemlja | Zemlja   |
| Sol       | Слънце (Slantse) | Сонце (Sonce)       | Солнце (Solntse) | Słońce  | Slunce | Сонце (Sontse)    | Сунце (Sunce)   | Sunce  | Sonce    |
| Lua       | Луна (Luna)      | Месечина (Mesečina) | Луна (Luna)      | Księżyc | Měsíc  | Місяць (Misyats') | Месец (Mesec)   | Mjesec | Luna     |
| Céu       | Небе (Nebe)      | Небо (Nebo)         | Небо (Nebo)      | Niebo   | Nebe   | Небо (Nebo)       | Небо (Nebo)     | Nebo   | Nebo     |

A influência do grego, do turco otomano e de outras línguas balcânicas também é evidente no vocabulário e na fonética do búlgaro, refletindo séculos de contato cultural e político na região dos Balcãs.

## História
A história da língua búlgara é marcada por transformações significativas ao longo dos séculos, refletindo mudanças políticas, culturais e sociais na região dos Balcãs. A evolução do búlgaro pode ser dividida em períodos distintos, cada um com características linguísticas próprias.

### Protoeslavo
O período inicial da língua búlgara remonta às origens das línguas eslavas, por volta do século V d.C., quando os povos eslavos começaram a se estabelecer na Península Balcânica. Nessa fase, o protoeslavo era a língua comum dos eslavos, que posteriormente se dividiu em diferentes ramos, incluindo o eslavo meridional, do qual o búlgaro faz parte. A migração dos eslavos das margens do rio Volga para os Balcãs e sua interação com populações locais, como os trácios, foram fundamentais para o desenvolvimento inicial do búlgaro.

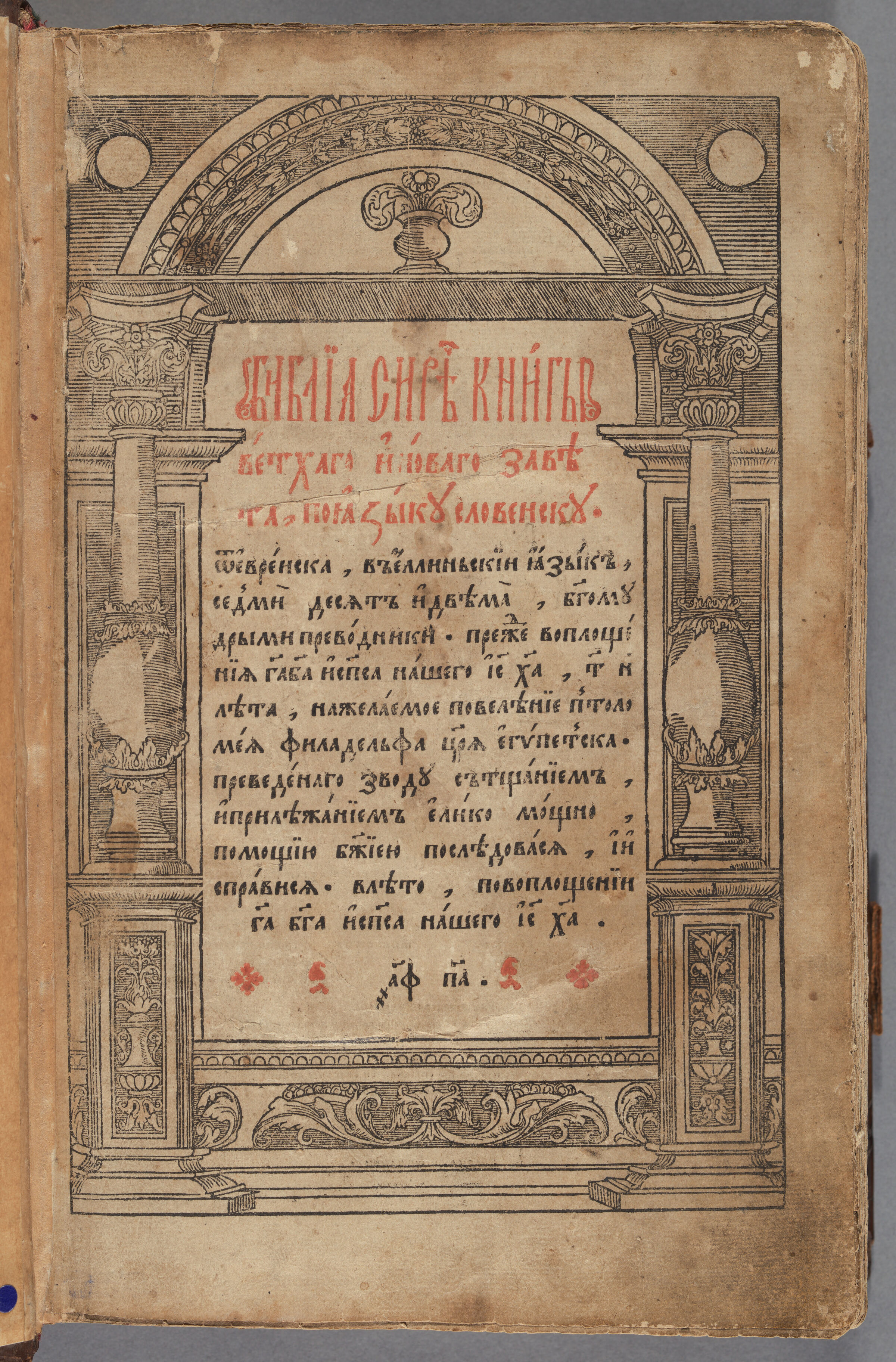
Primeira página do livro de Gênesis em eslavônico eclesiástico antigo

### Búlgaro antigo
O búlgaro antigo, também conhecido como eslavônico antigo, surgiu no século IX, durante o Primeiro Império Búlgaro. Foi padronizado pelos irmãos Cirilo e Metódio, que criaram o alfabeto glagolítico para traduzir textos religiosos cristãos. O eslavônico antigo serviu como língua litúrgica e literária, influenciando profundamente o desenvolvimento do búlgaro e de outras línguas eslavas. A tradução da Bíblia e de outros textos religiosos para o eslavônico antigo foi um marco cultural e linguístico, consolidando a língua como um instrumento de identidade e unidade entre os eslavos.

Mapa do Segundo Império Búlgaro, em 1371

### Búlgaro médio
O búlgaro médio (séculos XII-XV) foi marcado por transformações fonéticas e gramaticais, como a redução do sistema de casos e a perda da declinação nominal. Durante o Segundo Império Búlgaro, a língua continuou a ser usada em textos religiosos e administrativos, mas sofreu influências do grego e de outras línguas balcânicas devido ao domínio bizantino e otomano. Esse período também viu o surgimento de textos literários e crônicas históricas, que refletiam a rica tradição cultural da Bulgária medieval.

### Búlgaro moderno
O búlgaro moderno emergiu após o século XVI, consolidando-se no século XIX com o Renascimento Nacional Búlgaro. Nesse período, a língua foi reformada e padronizada, adotando o alfabeto cirílico moderno. Características como o uso de artigos definidos pós-posicionados e a simplificação do sistema verbal tornaram-se marcas distintivas do búlgaro contemporâneo. A padronização foi impulsionada por intelectuais como Neofit Rilski e Ivan Bogorov, que publicaram gramáticas e dicionários essenciais para a modernização da língua.

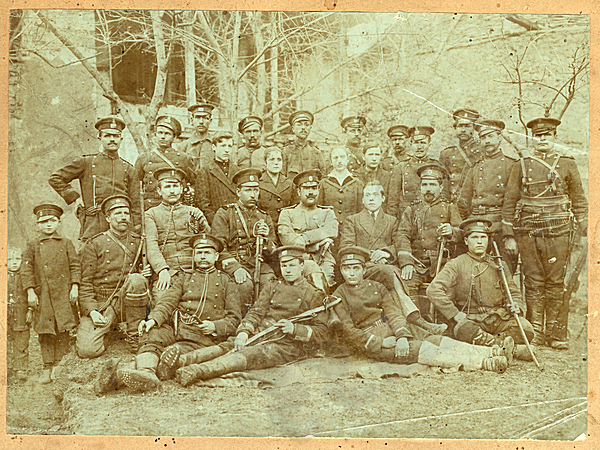
Generais búlgaros em tentativa de conquistar a Macedônia em 1912

Foi nesse período também que a língua búlgara foi utilizada como instrumento em diversos momentos da história da Bulgária, refletindo as complexas relações políticas, culturais e territoriais que moldaram o país ao longo dos séculos. Um dos capítulos mais significativos dessa história é a tentativa da Bulgária de conquistar a Macedônia do Norte, a Macedônia grega e a Trácia. Essas regiões, historicamente disputadas, foram palco de conflitos entre a Bulgária e seus vizinhos, especialmente durante as Guerras dos Bálcãs (1912-1913) e a Primeira Guerra Mundial. A língua búlgara, como elemento identitário, foi usada como ferramenta de unificação e resistência cultural nessas áreas, onde dialetos eslavos próximos ao búlgaro eram falados. No entanto, as disputas territoriais e a divisão dessas regiões entre Grécia, Sérvia (posteriormente Iugoslávia) e Bulgária levaram a uma fragmentação linguística e cultural, com o búlgaro sendo suprimido ou marginalizado em algumas áreas. Outro momento foi quando o governo búlgaro propôs, em 1919, a criação de uma federação com o Reino dos Sérvios, Croatas e Eslovenos (futura Iugoslávia), visando unir os povos eslavos dos Bálcãs. No entanto, a tentativa falhou devido a divergências políticas e às tensões entre a identidade nacional búlgara e o ideal de unidade eslava.

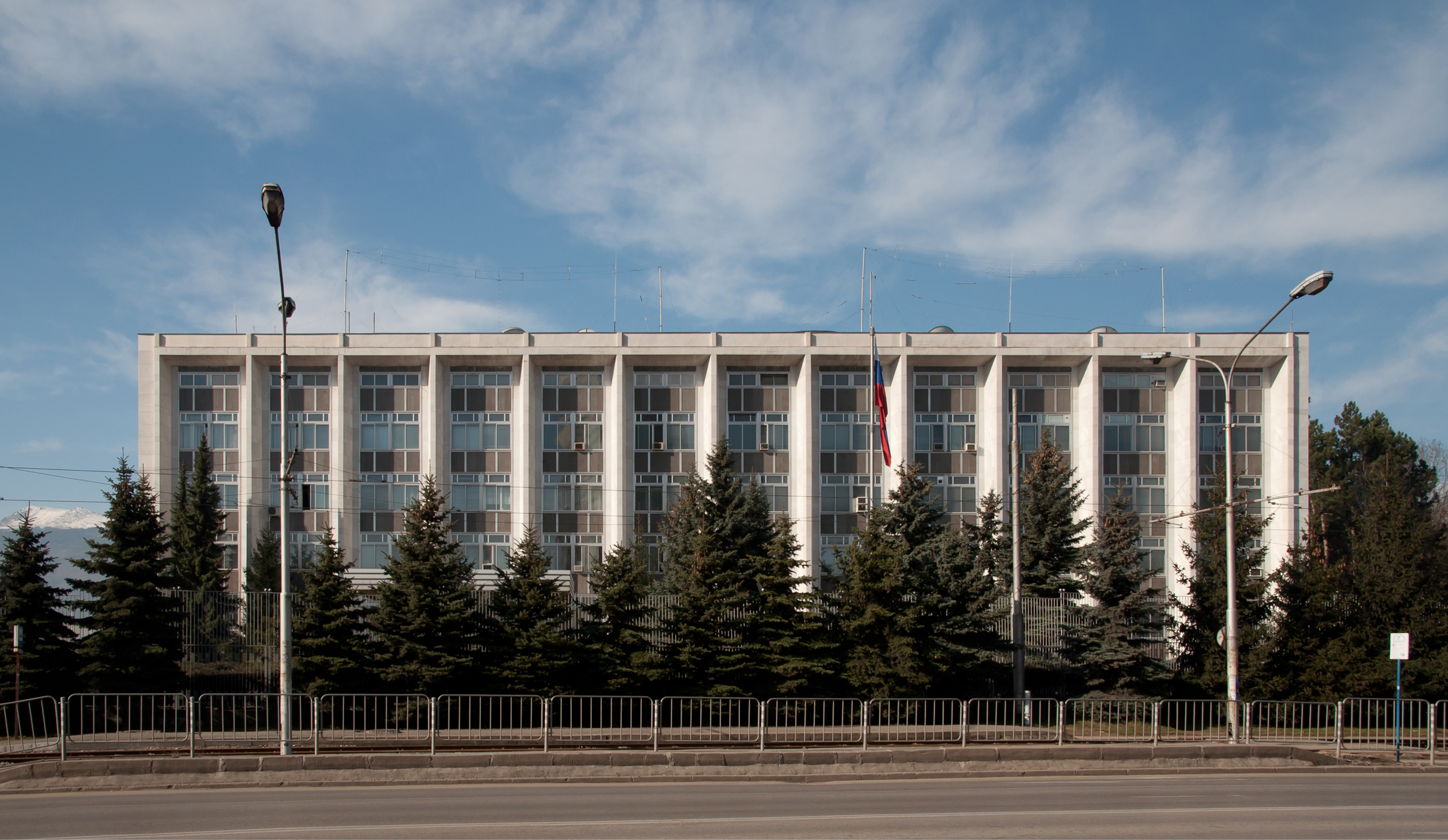
Embaixada da Rússia em Sófia, Bulgária

A relação entre a Bulgária e a Rússia também teve um impacto profundo na língua búlgara. Desde o século XIX, a Rússia apoiou a Bulgária em sua luta pela independência do Império Otomano, o que fortaleceu os laços culturais e políticos entre os dois países. O Pan-eslavismo, movimento que pregava a união dos povos eslavos, desempenhou um papel crucial nessa aproximação. A língua búlgara, como uma das línguas eslavas mais antigas, foi vista como um elo importante nesse contexto. A influência russa se refletiu não apenas na política, mas também na literatura e na educação, com o alfabeto cirílico, compartilhado por ambos os países, servindo como um símbolo dessa conexão. No entanto, após a Segunda Guerra Mundial, quando a Bulgária se tornou um Estado socialista aliado da União Soviética, a língua búlgara foi influenciada pelo russo, especialmente em termos de vocabulário técnico e político.

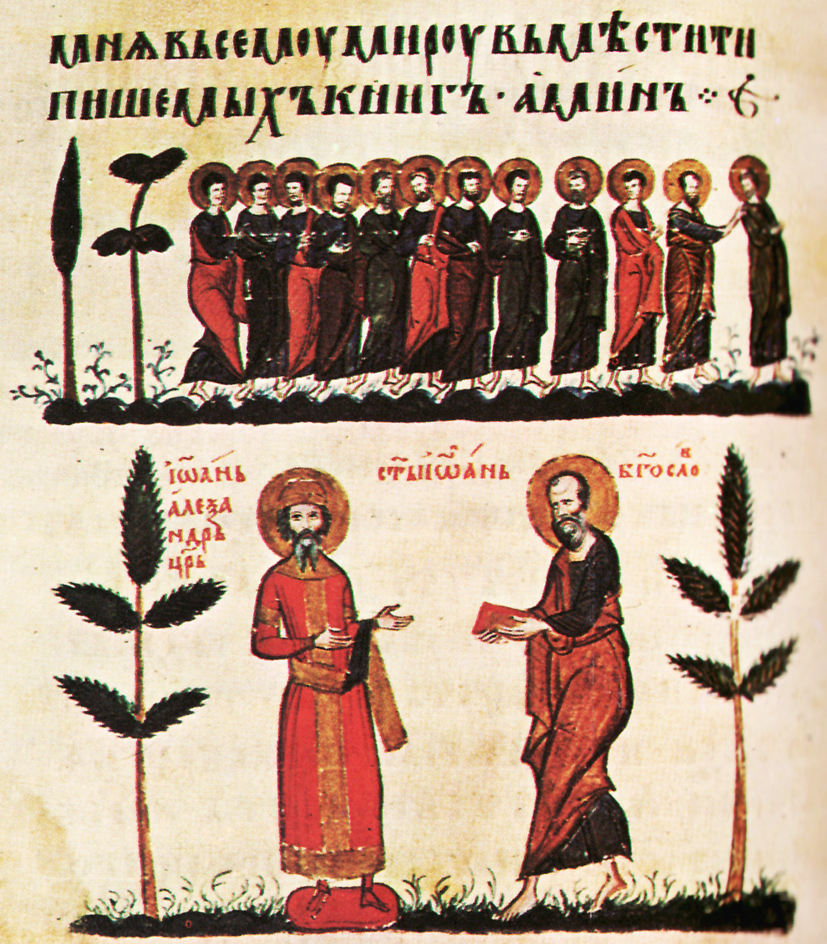
Miniatura do Evangelho de Tsar Ivan Alexander

### História da documentação
A documentação da língua búlgara começou com textos religiosos e crônicas medievais, como o Evangelho de Tsar Ivan Alexander, um manuscrito iluminado do século XIV que é um dos tesouros culturais da Bulgária. Durante o período otomano, a produção literária diminuiu, mas textos religiosos e históricos continuaram a ser preservados em mosteiros. No século XIX, com o Renascimento Nacional Búlgaro, houve um ressurgimento da escrita em búlgaro, marcado pela publicação de gramáticas, dicionários e obras literárias. Neofit Rilski publicou a primeira gramática moderna do búlgaro em 1835, enquanto Ivan Bogorov lançou o primeiro dicionário búlgaro em 1847.
Mas a forma literária do búlgaro moderno só começa a tomar forma a partir da metade do século XIX. Até então havia três diferentes posturas no que se refere à ortografia:
1. Linha conservadora, formada por uma linguagem literária moderna baseada na interpretação russo-sérvia do eslavo eclesiástico usado na Bulgária pela Igreja Ortodoxa;
2. Linha progressista, que demanda uma língua literária baseada no falar das regiões mais influentes no século XIX na Bulgária;
3. Linha intermediária, que trata de conciliar o uso das características dialetais de todas as regiões às do eslavo eclesiástico.

Finalmente, no século XIX, a ascensão da região nordeste da Bulgária como centro da vida política, econômica e cultural, levou a uma ampla aceitação dos dialetos desta região como base da língua literária; desses dialetos, o de Tarnovo, foi tomado como modelo. Mas mesmo que o búlgaro literário reflita o dialeto desta região, incorpora certas características dos dialetos ocidentais. Não obstante, como conseqüência da mudança da capital búlgara de Tarnovo para Sófia em 1879, o búlgaro literário começou um processo gradual de acomodação ao dialeto nativo da nova capital.

### História do ensino da língua

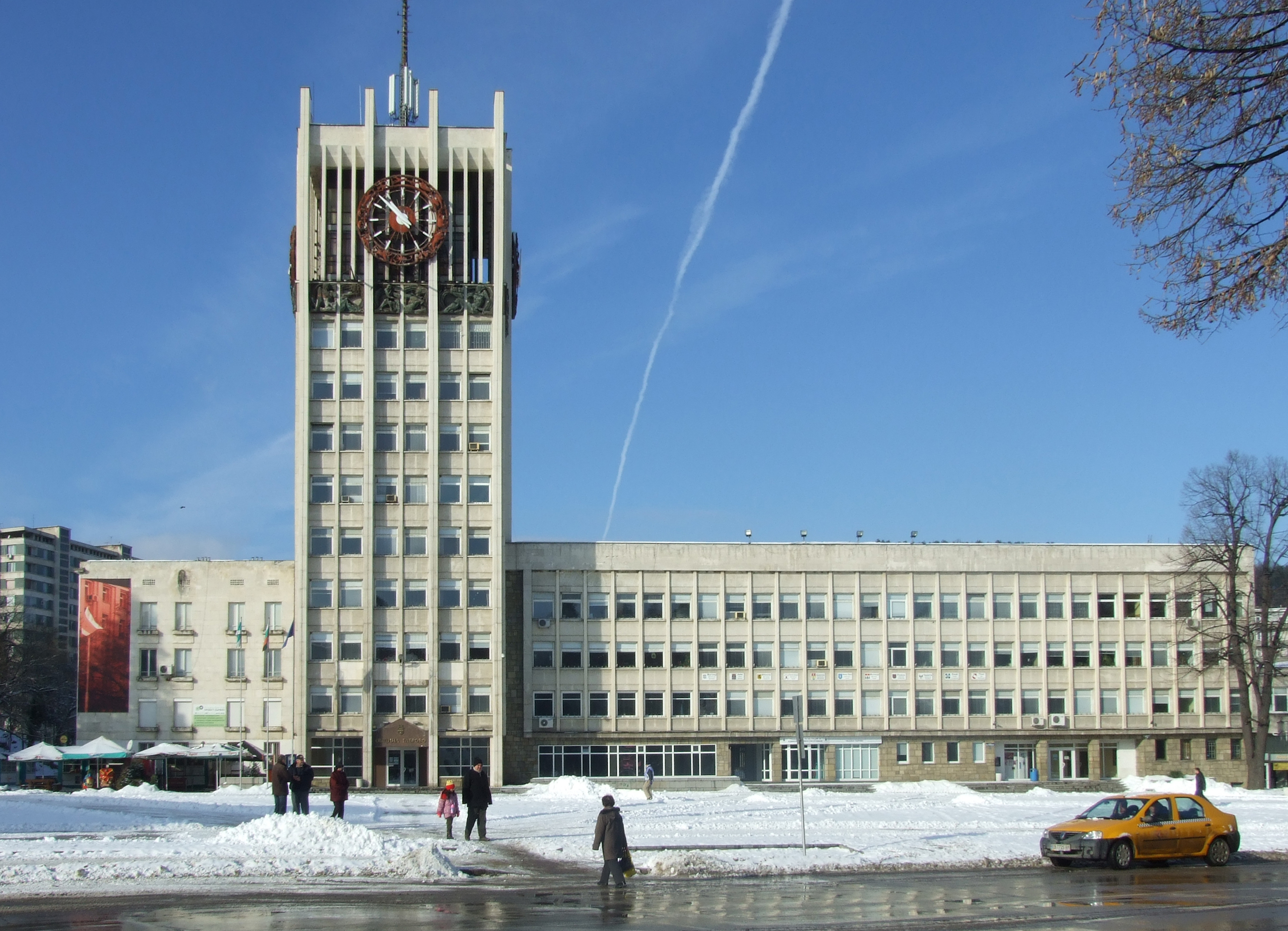
Prefeitura da cidade de Gabrovo, na Bulgária

O ensino do búlgaro moderno iniciou-se no século XIX, com a fundação de escolas e a publicação de materiais didáticos durante o Renascimento Nacional Búlgaro. A primeira escola secular em búlgaro foi estabelecida em Gabrovo em 1835, seguida por outras em todo o país. Após a libertação do domínio otomano em 1878, o búlgaro tornou-se a língua oficial da educação e da administração na Bulgária. O governo investiu na criação de um sistema educacional unificado, com o búlgaro como língua de instrução. No século XX, a língua continuou a evoluir, com a introdução de reformas ortográficas e a expansão do ensino superior. Hoje, o búlgaro é ensinado em escolas e universidades, tanto na Bulgária quanto em comunidades da diáspora, mantendo viva a herança linguística e cultural do país.

## Fonologia
O sistema fonológico do búlgaro é formado por 8 vogais e 23 consoantes. Assim como em outras línguas eslavas, a articulação de fonemas no búlgaro exigem uma tensão maior nos músculos, em comparação a outras línguas, o que diferencia seus fonemas, mesmo que sejam similares.

### Consoantes
O inventário consonantal do búlgaro é composto por 23 fones, dos quais nenhum é particular ao idioma.
|             | Labial | Dental/ Alveolar | Pós-alveolar | Palatal | Velar  |
| ----------- | ------ | ---------------- | ------------ | ------- | ------ |
| Plosiva     | p⠀⠀b   | t⠀⠀d             |              |         | k⠀⠀g   |
| Nasal       | m (ɱ)  | ⠀⠀⠀n             |              |         | ⠀⠀⠀(ŋ) |
| Vibrante    |        | ⠀⠀⠀r             | ⠀⠀⠀          |         |        |
| Fricativa   | f⠀⠀v   | s⠀⠀z             | ʃ ʒ          |         | x⠀⠀(ɣ) |
| Africada    |        | t͡s d͡z            | t͡ʃ d͡ʒ        |         |        |
| Aproximante | ⠀⠀⠀w   |                  |              | ⠀⠀⠀j    | ⠀⠀⠀    |
| Lateral     |        | ⠀⠀⠀l             |              |         |        |

1. ↑  O fone /ɱ/ só aparece como um alofone de /m/ e /n/ antes das fricativas labiodentais /f/ e /v/, como em инфлация [iɱˈflat͡sijɐ] ('inflação').[29]
2. ↑  O fone /n/ normalmente sofre elisão antes de fricativas, nasalizando a vogal que a precede, (V + [n] + Cfricativa → Vnasalizada + Ø + Cfricativa), como em конски [ˈkɔ̃ski] ('de um cavalo').[30]
3. ↑  O fone /ŋ/ só aparece como um alofone de /n/ antes das consoantes velares /k/, /g/ e /x/, como em танго [tɐŋˈɡɔ] ('tango').[31]
4. ↑  O fone /ɣ/ só aparece como um alofone de x em um uso mais restrito. Esse fonema aparece antes de obstruentes que não sejam v, como em видях го [viˈdʲaɣɡo] ('eu o vi').[32]
5. ↑  O fone /d͡z/ só é utilizado em palavras nativas, tornando o seu uso incomum em alguns dialetos e em palavras estrangeiras. Por isso, alguns fonologistas preferem classificá-lo como um fonema de base provisória.[33]
6. ↑  O fone /w/ não é nativo do búlgaro, aparecendo em empréstimos da língua inglesa e frequentemente vocalizado como /u/ (ou transformado na fricativa /v/ em muitas palavras vindas de empréstimos do russo e alemão), como em уиски [ˈwiski] ('uísque').[34]
7. ↑  O fone /l/ possui dois alofones, dependendo da vogal que a acompanha. Aparece como /l/ antes de vogais anteriores, como /ɫ/ antes de vogais centrais e posteriores, precedidas por vogal e sucedidas por consoante, e como /ʎ/ quando precedidas por /j/ e seguida de vogais centrais ou posteriores.[35]

Palatalização de consoantes
O fenômeno da palatalização de consoantes é muito comum no sistema consonantário do búlgaro, e pode ocorrer de duas formas:
- Consoante acompanhada de sinal suave: C + ь = Cj
- Consoante acompanhada de ditongo: CjV

A palatalização das consoantes pode provocar mudança no significado da palavra, como em:
- гол [gol] ("nu") ⭢ гьол [gjol] ("poça", "piscina")
- бал [bal] ("bola") ⭢ бял [bjal] ("branco")

### Vogais

Arrajo esquemático de vogais da língua búlgara

O sistema vocálico do búlgaro é composto por 8 vogais, mostradas a seguir:
|             | Anterior | Central | Posterior |
| ----------- | -------- | ------- | --------- |
| Fechada     | /i/      |         | /u/       |
| Semifechada |          |         | /o/       |
| Média       |          | /ɤ/     |           |
| Semiaberta  | /ɛ/      | /ɐ/     | /ɔ/       |
| Aberta      |          | /a/     |           |

1. ↑  /ɤ/ é na verdade uma vogal entre média e posterior, normalmente sendo pronunciada entre [ɤ̞] e [ə]. Então, às vezes pode ser transcrita como /ə/,[37] ou até /ɜ/,[38] mas sua notação mais comum é /ɤ/.

Redução vocálica
A teoria mais difundida sobre a redução de vogais no búlgaro é de que elas só possuem valor fonêmico quando presentes em sílabas tônicas. Quando estão em sílabas átonas, as vogais tendem a neutralizar-se para uma posição mais central. Quando isso ocorre, as vogais /a/ e /ɤ/ neutralizam para /ɐ/, enquanto /ɔ/ e /u/ neutralizam para /o/.
Acredita-se também que a vogal /ɛ/ seja neutralizada para o schwa, embora ele seja mais utilizado como uma aproximação da vogal /ɤ/, que não existe como fonema em outras línguas eslavas.

### Glides e ditongos

Ícone da Wikipédia búlgara

A língua búlgara tem oficialmente apenas uma semivogal: /j/. É tradicionalmente considerada uma semivogal, mas nos últimos anos tem sido amplamente tratada como uma "glide" ou aproximante, tornando-a parte do sistema consonantal. Ortograficamente, é representada pela letra cirílica ⟨й⟩ (⟨и⟩ com um breve) como em най- [naj] (prefixo 'mais') e тролей [troˈlɛj] ('carrinho'), exceto quando precede /a/ ou /u/ (e suas contrapartes reduzidas [ɐ] e [o]), caso em que ambos os fonemas são representados por uma única letra, ⟨я⟩ ou ⟨ю⟩, respectivamente: por exemplo, ютия [juˈtijɐ] ('chapinha'), mas Йордан [jorˈdan] ('Jordan').
A glide [w] também pode ser encontrada em palavras emprestadas do inglês, como уиски [ˈwiski] ('uísque') ou Уикипедия [ˈwikiˈpɛdiɐ] ('Wikipédia').
A glide /j/ forma uma série de ditongos, que estão resumidos abaixo:
| Início da palavra | Início da palavra | Início da palavra | Início da palavra  |
| ----------------- | ----------------- | ----------------- | ------------------ |
| [aj]              | ай                | айрян             | 'soro de leite'    |
| -                 |                   |                   |                    |
| -                 |                   |                   |                    |
| -                 |                   |                   |                    |
| -                 |                   |                   |                    |
| [uj]              | уй                | уйдисвам          | 'adequar-se'       |
| Meio da palavra   |                   |                   |                    |
| [aj]              | ай                | кайма             | 'carne moída'      |
| -                 |                   |                   |                    |
| [ɛj]              | ей                | вейка             | 'galho'            |
| [ij]              | ий                | партийна          | 'de uma festa'     |
| [ɔj]              | ой                | война             | 'guerra'           |
| [uj]              | уй                | вуйчо             | 'tio'              |
| Final da palavra  |                   |                   |                    |
| [aj]              | ай                | случай            | 'caso'             |
| [ɤj]              | ъй                | тъй               | 'então'            |
| [ɛj]              | ей                | гвоздей           | 'unha'             |
| [ij]              | ий                | калий             | 'potássio'         |
| [ɔj]              | ой                | завой             | 'curva na estrada' |
| [uj]              | уй                | туй               | 'esse'             |

| Início da palavra | Início da palavra | Início da palavra | Início da palavra              |
| ----------------- | ----------------- | ----------------- | ------------------------------ |
| [ja]              | я                 | ям                | 'Eu como'                      |
| -                 |                   |                   |                                |
| [jɛ]              | йе                | йерархия          | 'hierarquia'                   |
| -                 |                   |                   |                                |
| [jɔ]              | йо                | йод               | 'iodo'                         |
| [ju]              | ю                 | юг                | 'sul'                          |
| Meio da palavra   |                   |                   |                                |
| [ja]              | я                 | приятел           | 'amigo'                        |
| -                 |                   |                   |                                |
| [jɛ]              | йе                | фойерверк         | 'fogos de artifício'           |
| -                 |                   |                   |                                |
| [jɔ]              | йо                | район             | 'área'                         |
| [ju]              | ю                 | съюз              | 'união'                        |
| Final da palavra  |                   |                   |                                |
| [ja]              | я                 | статуя            | 'estátua'                      |
| [jɤ]              | я                 | пия               | 'Eu bebo'                      |
| -                 |                   |                   |                                |
| -                 |                   |                   |                                |
| [jɔ]              | йо                | Марийо            | 'Você, Maria!' (caso vocativo) |
| -                 |                   |                   |                                |

### Transformações fonológicas
Assimilação consonantal
Em búlgaro, quando ocorrem encontros consonantais, uma das consoantes é afetada pela outra, tornando-se similar. Os principais tipos de assimilação no búlgaro são:
1. Quando a segunda consoante afeta a consoante que a precede:
- Consoante desvozeada torna-se vozeada quando precedem consoantes vozeadas, com exceção de /v/. Ex: сбор [zbor] "soma; total".
- Consoante vozeada torna-se desvozeada quando precedem consoantes desvozeadas. Ex: вторник ['ftor.nik] "terça-feira".

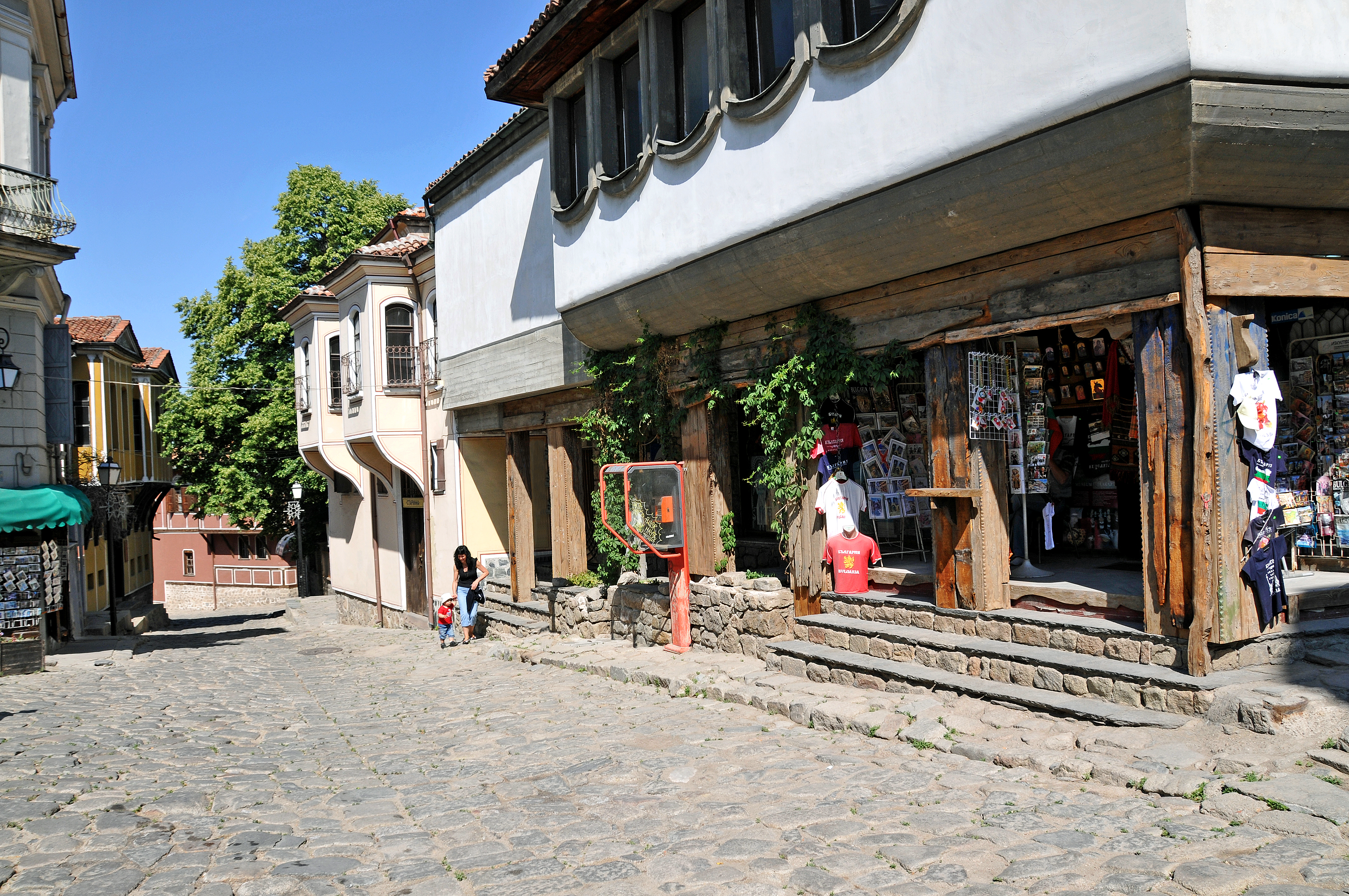
Loja no bairro Cidade Antiga, em Plovdiv, na Bulgária

2. Quando a consoante vozeada no final de uma palavra torna-se desvozeada:
- A próxima palavra inicia com vogal ou com as consoantes /v/, /l/, /m/, /n/ e /r/. Ex: град Елена ['grat e.'le.na] "A cidade de Elena", бърз влак ['bɤrs 'vlak] "trem expresso", млад лекар ['mlat 'le.kar] "jovem médico" e сняг няма ['snjak 'nja.ma] "não há neve".
- A regra acima não vale para preposições, a não ser com a preposição в [v] "em", que é desvozeada antes de /l/, /m/, /n/ e /r/. Ex: в магазина [fma.ga.'zi.na] "na loja".

Metátese
Em diversas palavras, a vogal /ɤ/ é inserida antes ou depois das consoantes /l/ e /r/, evitando a formação de um encontro consonantal com mais de 2 consoantes, como em:
- кръв [krɤf] "sangue";
- глътка ['glɤt.ka] "gole".

Transformação de /ja/ em /ɛ/
Muitas palavras no búlgaro alternam o som /ja/ com /ɛ/ em palavras derivadas. O /ja/ acontece em sílabas tônicas, seguidas por sílabas que contêm as vogais /a/, /o/ ou /u/, que não sejam seguidas por /ʒ/, /t͡ʃ/ ou /ʃ/.

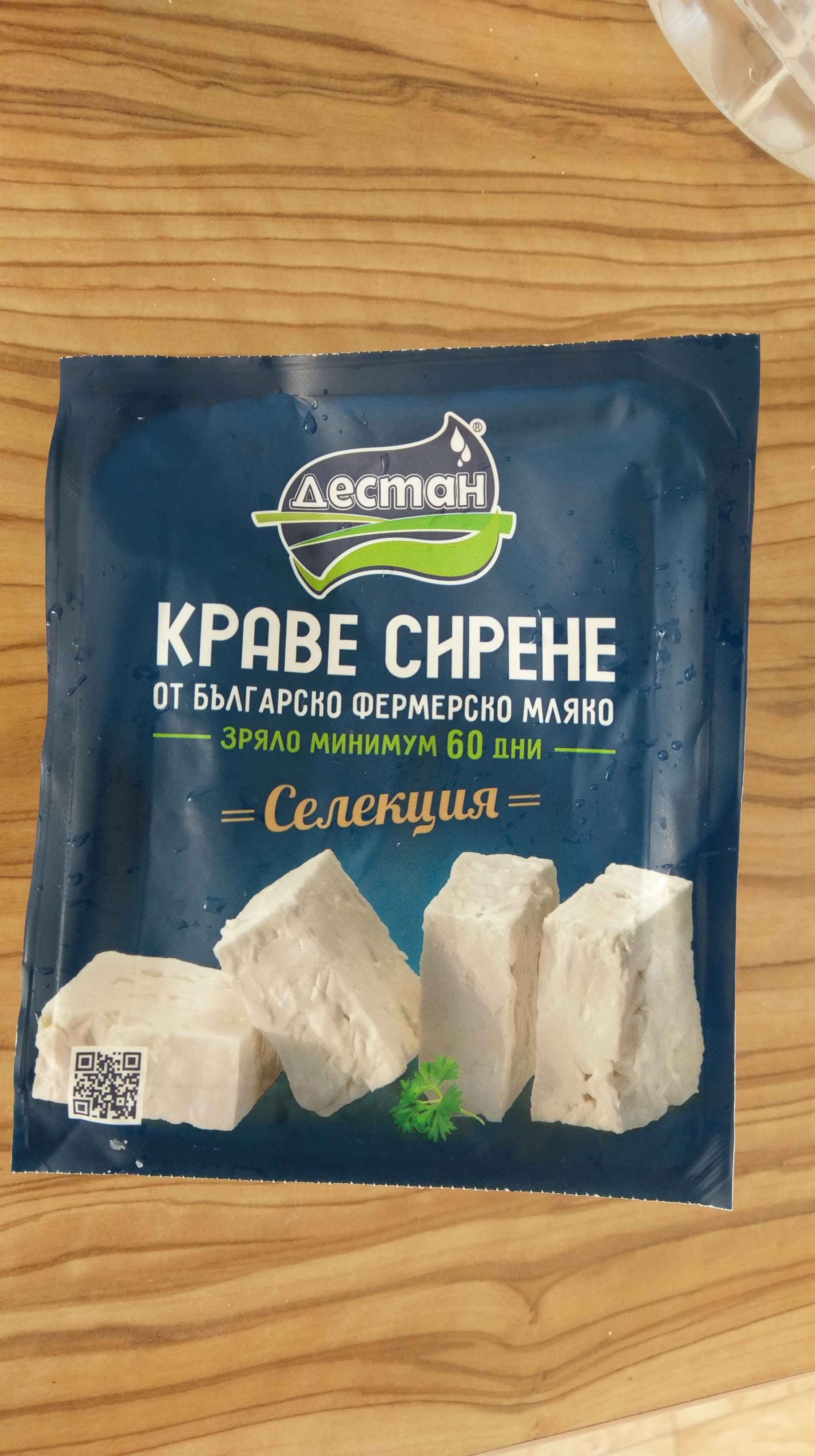
Queijo búlgaro feito de leite de vaca

Nos demais casos, /ja/ alterna com /ɛ/:
- Quando a sílaba seguinte contém /i/ ou /e/. Ex: бял [bjal] "branco (adj.) / бели ['bɛ.li] "brancos (adj.)";
- Quando /ja/ fica em uma sílaba átona em uma palavra derivada. Ex: мляко ['mlja.ko] "leite" / млекар [mlɛ.'kar] "leiteiro";
- Quando a sílaba seguinte inicia com /ʒ/, /t͡ʃ/ ou /ʃ/. Ex: мляко ['mlja.ko] "leite" / млечна ['mlɛ.t͡ʃna] "leitoso".

Vale mencionar que essa alternância não ocorre em alguns dialetos, como os orientais, pois a alternância desses sons já ocorre na própria palavra, enquanto a derivada é idêntica em ambos os dialetos. Ex: O verbete "leite" é мляко ['mlja.ko] no dialeto balcânico, enquanto no dialeto meridional é млeко ['mlɛ.ko].
Lenição da aproximante lateral alveolar velarizada

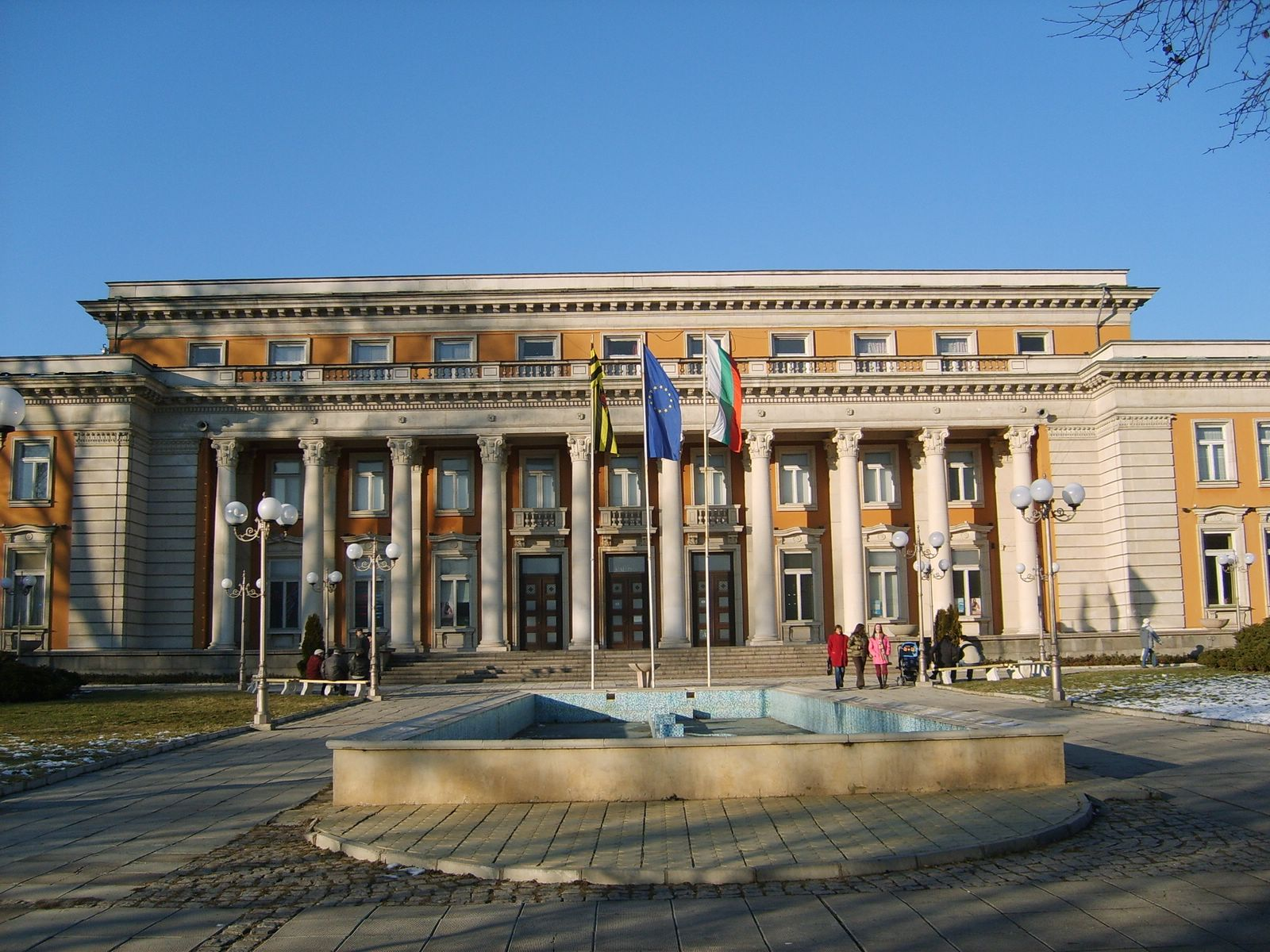
Palácio da Cultura de Pernik, na Bulgária

Desde 1970, está em andamento a lenição do /l/ velarizado ([ɫ]), em que [w] parece ser um alofone emergente do [ɫ] velarizado entre falantes mais jovens, especialmente na posição pré-consonantal: вълк [vɤwk] ('lobo') em vez de [vɤɫk]. Embora certos dialetos búlgaros ocidentais (em particular, aqueles ao redor de Pernik) tenham uma longa tradição de pronunciar [ɫ] como [w], o uso da glide na linguagem literária foi observado pela primeira vez por um operador de rádio em 1974. Um pesquisador ucraniano descobriu em 2012 que os búlgaros se dividem em três grupos específicos de idade em termos de pronúncia [ɫ]: 1) pessoas na faixa dos 40 anos ou mais que têm pronúncia padrão; 2) pessoas na faixa dos 30 anos, que conseguem articular [ɫ] mas inconscientemente dizem [w]; e 3) pessoas mais jovens que não conseguem diferenciar os dois sons e geralmente dizem [w].
Um estudo com 30 estudantes de pós-graduação foi então realizado em 2014 para quantificar a tendência. O estudo testemunhou uma proliferação extremamente ampla do fenômeno, com 9 a cada 30 participantes incapazes de produzir [ɫ] em qualquer palavra, e apenas 2 participantes capazes de produzir [ɫ] corretamente, mas em não mais do que a metade das palavras do estudo. Notavelmente, nem um único participante foi capaz de produzir enunciar [ɫ] entre uma consoante bilabial e uma vogal arredondada, por exemplo, em аплодирани [ɐpwoˈdirɐni] ('aplaudido'), ou entre uma vogal arredondada e uma consoante velar, como em толкова [ˈtɔwkovɐ] ('tão'). Outra descoberta do estudo foi que em posições específicas, certos participantes não pronunciaram nem [ɫ] nem [w], mas a vogal posterior alta não arredondada [ɯ] (ou sua glide correspondente [ɰ]).

### Fonotática
A estrutura fonológica máxima de uma sílaba em búlgaro pode ser resumida como (C)(C)(C)(C)V(C)(C)(C). Mas aqui, a frequência real de ocorrência dos vários tipos de sílabas também deve ser levada em consideração.
Em búlgaro, as sílabas abertas são, em geral, mais frequentes do que as fechadas, especialmente na posição medial da palavra. As sílabas são um desenvolvimento bastante recente: o búlgaro antigo tinha apenas sílabas abertas. Hoje, apenas palavras monossilábicas podem ser caracterizadas como tendo estrutura silábica complexa. Em palavras dissilábicas e polissilábicas, por outro lado, as sílabas abertas predominam. Essas observações são apoiadas pelos resultados de uma análise de um corpus de texto compreendendo 7056 sílabas.  Destas, 5986 ou 84,8% eram sílabas abertas, predominantemente do tipo CV e CCV. As sílabas fechadas constituíam 13,2%, ou 1070 sílabas, a maioria (12,66%) das quais eram do tipo CVC.
| Estrutura silábica | Exemplo em búlgaro | Pronúncia (IPA) | Tradução   |
| ------------------ | ------------------ | --------------- | ---------- |
| CV                 | ма                 | /ma/            | "mãe"      |
| CVC                | дом                | /dom/           | "casa"     |
| V                  | а                  | /a/             | "mas"      |
| VC                 | аз                 | /az/            | "eu"       |
| CCV                | бра                | /bra/           | "irmão"    |
| CCVC               | град               | /ɡrat/          | "cidade"   |
| CVCC               | пъст               | /pɤst/          | "colorido" |
| CCCCV              | встря              | /vstrʲa/        | "agitação" |
| CCCVC              | взвод              | /vzvɔt/         | "pelotão"  |
| CCVCCC             | сфинкс             | /sfinks/        | "esfinge"  |

### Prosódia
Tonicidade

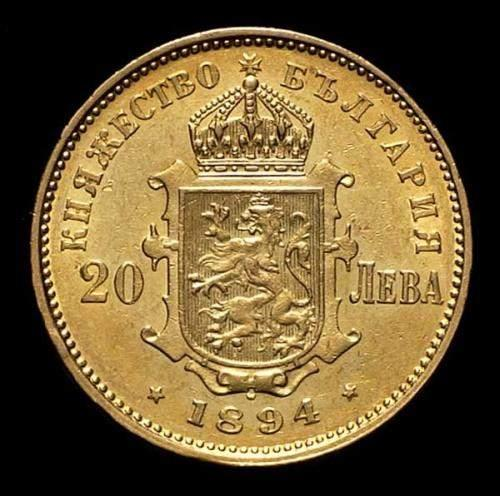
Moeda de 20 levs búlgaros de 1984

No búlgaro, a tonicidade é dinâmica, o que significa que a sílaba tônica pode ocorrer em diferentes posições dentro de uma palavra. A posição da sílaba tônica não é fixa e pode variar conforme a palavra. Exemplos incluem:
- Primeira sílaba: мама ['ma.ma] – "mãe".
- Última sílaba: голям [go.'ljam] – "grande".
- Sílaba intermediária: учител [u.'chi.tel] – "professor".

A tonicidade pode ser um fator distintivo em pares de palavras homógrafas, como:
пари ['pa.ri] – "vapor" /
пари [pa.'ri] – "dinheiro".
Entonação
A entonação no búlgaro varia conforme o tipo de frase, desempenhando um papel importante na comunicação. Os padrões de entonação mais comuns são:
- Frases declarativas: O tom é estável no início e cai ligeiramente no final. Exemplo: Той идва. (Toy idva.) – "Ele está vindo."
- Frases interrogativas: O tom é mais estável, com uma leve queda no final. Exemplo: Кой идва? (Koy idva?) – "Quem está vindo?"

- Frases exclamativas: O tom sobe abruptamente, expressando surpresa ou ênfase. Exemplo: Какво красиво място! (Kakvo krasivo myasto!) – "Que lugar lindo!"

## Ortografia
O sistema de escrita usado na língua é o alfabeto cirílico, composto por 29 caracteres, sendo 23 consoantes e 6 vogais. A seguir estão dispostos os caracteres do alfabeto cirílico, seus respectivos nomes em búlgaro, as transliterações, representações fonéticas e explicações de pronúncia:

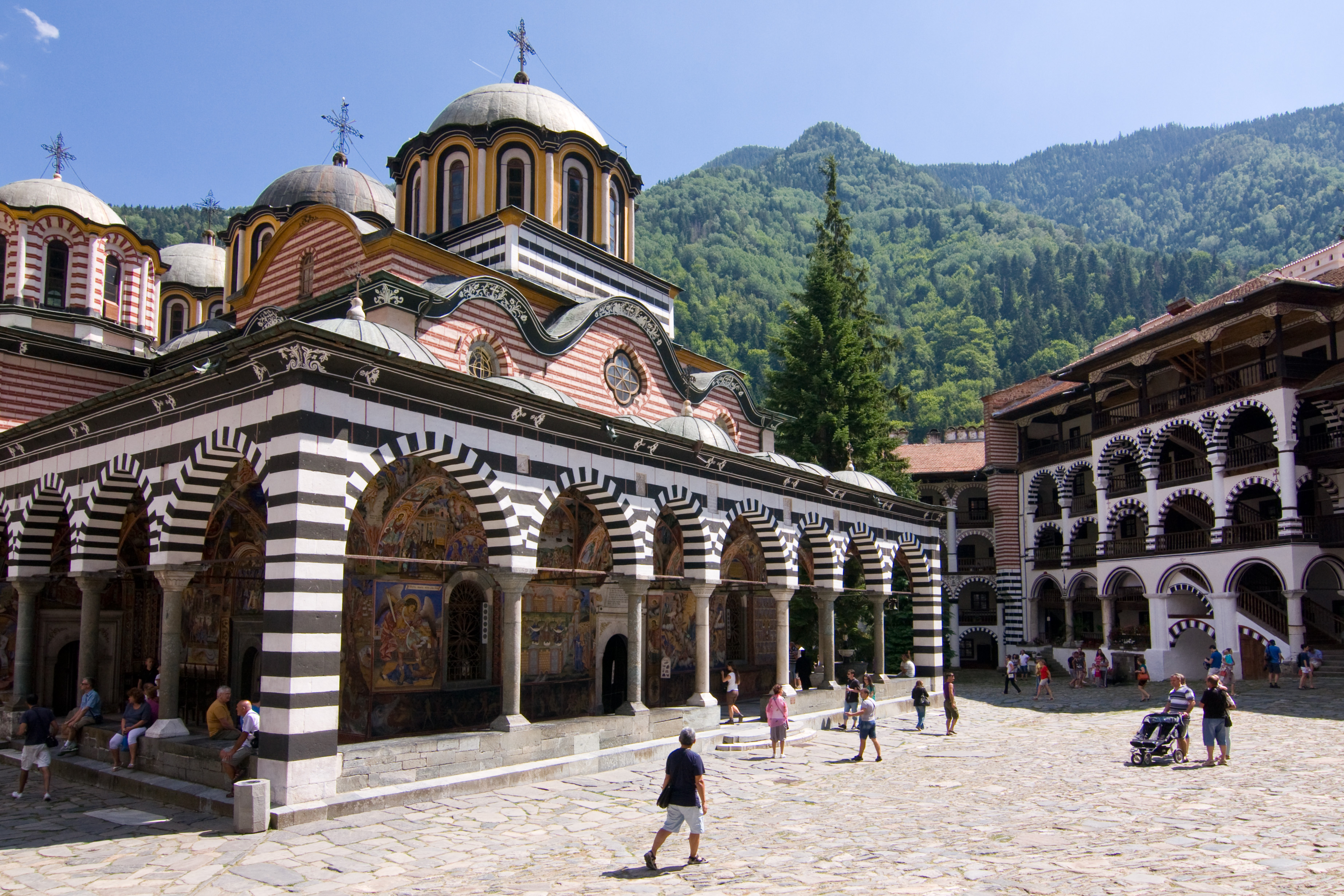
Mosteiro de Rila, um dos pontos turísticos mais visitados na Bulgária

| Letra | Nome em búlgaro     | Transliteração | Fonema AFI | Aproximação fonética                                                       |
| ----- | ------------------- | -------------- | ---------- | -------------------------------------------------------------------------- |
| А а   | а                   | a              | /a/        | alface                                                                     |
| Б б   | бъ                  | b              | /b/        | barco                                                                      |
| В в   | въ                  | v              | /v/        | vida                                                                       |
| Г г   | гъ                  | g              | /ɡ/        | gato                                                                       |
| Д д   | дъ                  | d              | /d/        | dado                                                                       |
| Е е   | е                   | e              | /ɛ/        | pé                                                                         |
| Ж ж   | жъ                  | zh             | /ʒ/        | jaca                                                                       |
| З з   | зъ                  | z              | /z/        | zebra                                                                      |
| И и   | и                   | i              | /i/        | minhoca                                                                    |
| Й й   | й                   | y              | /j/        | boia, em algumas variantes do português                                    |
| К к   | къ                  | k              | /k/        | casa                                                                       |
| Л л   | лъ                  | l              | /l/        | laranja                                                                    |
| М м   | мъ                  | m              | /m/        | mosteiro                                                                   |
| Н н   | нъ                  | n              | /n/        | navio                                                                      |
| О о   | о                   | o              | /ɔ/        | óculos                                                                     |
| П п   | пъ                  | p              | /p/        | pato                                                                       |
| Р р   | ръ                  | r              | /r/        | drástico                                                                   |
| С с   | съ                  | s              | /s/        | sabão                                                                      |
| Т т   | тъ                  | t              | /t/        | torta                                                                      |
| У у   | у                   | u              | /u/        | uva                                                                        |
| Ф ф   | фъ                  | f              | /f/        | feijão                                                                     |
| Х х   | хъ                  | h              | /x/        | rato, em algumas variantes do português                                    |
| Ц ц   | цъ                  | ts             | /t͡s/       | pizza, em algumas variantes do português                                   |
| Ч ч   | чъ                  | ch             | /t͡ʃ/       | tchau                                                                      |
| Ш ш   | шъ                  | sh             | /ʃ/        | chá                                                                        |
| Щ щ   | щъ                  | sht            | /ʃ/ + /t/  | mistura, no sotaque carioca                                                |
| Ъ ъ   | ер голям (ер голям) | a/u/ă/ŭ        | /ɤ/        | âmago, com a boca um pouco mais fechada e a língua um pouco mais para trás |
| Ь ь   | ер малък (ер малък) | ʹ              | /ʲ/        | letra diacrítica                                                           |
| Ю ю   | ю                   | yu             | /j/ + /u/  | Iugoslávia                                                                 |
| Я я   | я                   | ya             | /j/ + /a/  | Saia                                                                       |

1. ↑  Essa letra é utilizada para palatalizar a consoante que a precede.

### História da escrita

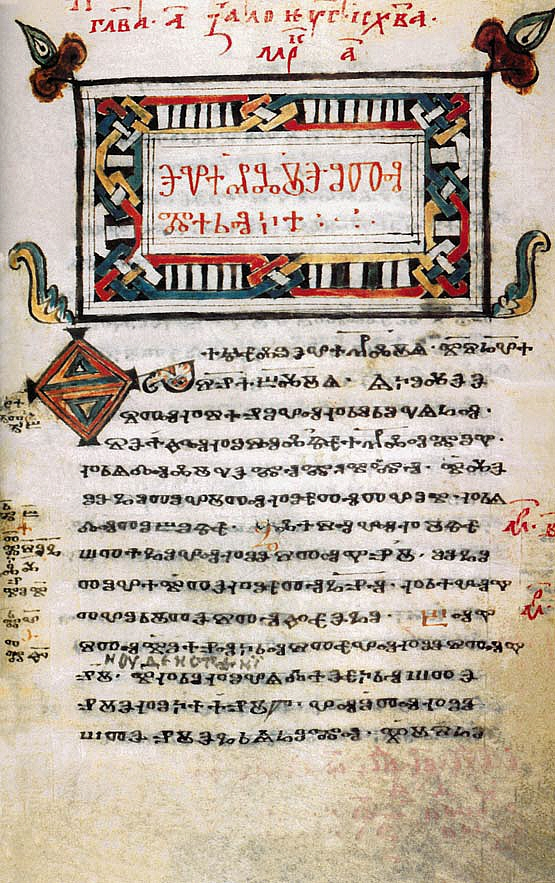
Amostra do Codex Zographensis, um dos manuscritos búlgaros mais antigos (data do século X), o qual utilizava o alfabeto glagolítico

A escrita búlgara tem suas raízes no século IX, com a criação do alfabeto glagolítico pelos irmãos Cirilo e Metódio. Esse sistema, desenvolvido para traduzir textos religiosos ao eslavo, era complexo e pictográfico, sendo o primeiro alfabeto eslavo. Sua adoção foi crucial para a cristianização da Bulgária.
No final do século IX, o alfabeto cirílico, mais simples e baseado no grego, foi criado por discípulos de Cirilo e Metódio na Bulgária. Rapidamente adotado, tornou-se o sistema oficial do Primeiro Império Búlgaro. Hoje, o cirílico é usado na Bulgária e em outros países eslavos, sendo um símbolo da identidade cultural búlgara.

### Braille búlgaro

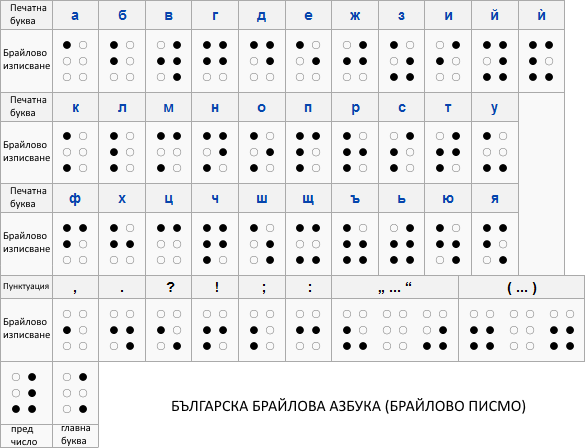
Representação do alfabeto búlgaro em braille

Além de um sistema de escrita visual, a língua búlgara possui uma versão em Braille. O braille búlgaro é um sistema de escrita tátil baseado no alfabeto cirílico, adaptado para pessoas com deficiência visual. Desenvolvido para refletir as letras e sons específicos do búlgaro, ele segue os princípios do braille internacional, permitindo acesso à educação, literatura e comunicação para a comunidade cega na Bulgária.

## Gramática

### Pronomes
Os pronomes em búlgaro são divididos nos seguintes grupos:

#### Pronomes pessoais
Os pronomes pessoais indicam pessoas ou objetos do ponto de vista de sua relação com o falante. Eles têm formas diferentes para o singular e o plural e na terceira pessoa do singular para o gênero masculino, feminino e neutro. Eles também têm formas diferentes para os casos Nominativo, Acusativo e Dativo.
| Caso gramatical | Forma   | Singular        | Singular        | Singular        | Singular       | Singular        | Plural        | Plural        | Plural         | Plural |
| Caso gramatical | Forma   | 1a PS           | 2a PS           | 3a PS (masc.)   | 3a PS (fem.)   | 3a PS (neu.)    | 1a PP         | 2a PP         | 3a PP          |        |
| --------------- | ------- | --------------- | --------------- | --------------- | -------------- | --------------- | ------------- | ------------- | -------------- | ------ |
| Nominativo      | Curta   | аз az           | ти ti           | той toy         | тя tya         | то to           | ние nie       | вие vie       | те te          |        |
| Nominativo      | Inteira | мене mene       | тебе tebe       | него nego       | нея neya       | него nego       | нас nas       | вас vas       | тях tyah       |        |
| Acusativo       | Curta   | ме me           | те te           | го go           | я ya           | го go           | ни ni         | ви vi         | ги gi          |        |
| Acusativo       | Inteira | на мене na mene | на тебе na tebe | на него na nego | на нея na neya | на него na nego | на нас na nas | на вас na vas | на тях na tyah |        |
| Dativo          | Curta   | ми mi           | ти ti           | му mu           | и i            | му mu           | ни ni         | ви vi         | им im          |        |

1. ↑  Não há uma forma inteira para o caso dativo.

As formas nominativas dos pronomes pessoais são usadas quando funcionam como sujeitos ou atributos. Por exemplo: Те получиха известието вчера "Eles receberam a mensagem ontem".
Diferentemente de outras línguas, os pronomes pessoais na posição de sujeito são frequentemente omitidos em búlgaro, especialmente quando o sujeito não carrega o acento lógico. As terminações do verbo indicam a pessoa, o número e o gênero do sujeito omitido, como em: Заёт съм "Estou ocupado" e Заета съм "Estou ocupada". As formas curtas dos pronomes pessoais são usadas com mais frequência do que as formas completas (ou enfáticas).
As formas acusativas dos pronomes pessoais funcionam como objetos diretos, por exemplo: Аз ги потърсих, но те не бяха вкъщиa "Procurei-os, mas eles não estavam em casa". Já as formas dativas funcionam como objetos indiretos, como em: Тя им е обещала "Ela prometeu a eles".
As formas inteiras dos pronomes pessoais normalmente só são usadas quando é preciso enfatizar o sujeito ou o objeto em uma frase.

#### Pronomes reflexivos
Há dois tipos de pronomes reflexivos em búlgaro:
Pronomes reflexivos pessoais
Os pronomes reflexivos pessoais só funcionam como objetos diretos ou indiretos.
| Forma   | Acusativo       | Dativo                |
| ------- | --------------- | --------------------- |
| Inteira | себе си sebe si | на себе си na sebe si |
| Curta   | се se           | си si                 |

Esses pronomes são usados para todas as pessoas gramaticais, tanto singulares como plurais, como em:
- той си говори на себе си "ele fala com ele mesmo";
- ние говорим си "nós falamos com nós mesmos".

Pronomes reflexivos possessivos
Os pronomes reflexivos possessivos do búlgaro flexionam em gênero e número, podendo vir acompanhados de artigo ou não.
| Presença de artigo | Masc.      | Fem.           | Neu.          | Plural        |
| ------------------ | ---------- | -------------- | ------------- | ------------- |
| Sem                | свой svoy  | своя svoya     | свое svoe     | свои svoi     |
| Com                | своя svoya | своята svoyata | своето svoeto | своите svoite |

Com ou sem o artigo, a forma curta desses pronomes é си si. A tradução desses pronomes pode ser vista como a junção de um pronome com um adjetivo possessivo, como "próprio". Por exemplo: Обичам свояма родина "Eu amo meu (próprio) país".

#### Pronomes possessivos
Existem dois tipos de pronomes possessivos: longos (tônicos, livres) e curtos (átonos, clíticos). Os pronomes longos concordam em gênero e número com o substantivo modificado e geralmente o precedem, as formas curtas são invariáveis e seguem o substantivo ("мъжът ми").
As formas longas podem ser definidas ou indefinidas (por exemplo, "моя раница" significa "minha mochila (mas eu tenho várias)" enquanto "моята раница" significa "a única mochila minha" ou "a minha mochila da qual já falamos (mas eu poderia ter outras também)"), dependendo se o substantivo que eles modificam é definido ou indefinido, mas apenas o primeiro constituinte do sintagma nominal definido é usado com um artigo ("моят мъж" ou raramente "мъжът мой"). Tanto as formas longas quanto as curtas podem ser usadas de forma atributiva, enquanto apenas as formas longas podem ser usadas de forma predicativa.
| Número   | Pessoa   | Pessoa    | Masculino   | Masculino                           | Feminino      | Feminino          | Neutro        | Neutro            | Plural        | Plural            | Forma curta |
| Número   | Pessoa   | Pessoa    | indefinido  | definido                            | indefinido    | definido          | indefinido    | definido          | indefinido    | definido          | Forma curta |
| -------- | -------- | --------- | ----------- | ----------------------------------- | ------------- | ----------------- | ------------- | ----------------- | ------------- | ----------------- | ----------- |
| Singular | Primeira | Primeira  | мой moy     | моят/моя moyat/moya                 | моя moya      | моята moyata      | мое moe       | моето moeto       | мои moi       | моите moite       | ми mi       |
| Singular | Segunda  | Segunda   | твой tvoy   | твоят/твоя tvoyat/tvoya             | твоя tvoya    | твоята tvoyata    | твое tvoe     | твоето tvoeto     | твои tvoi     | твоите tvoite     | ти ti       |
| Singular | Terceira | Masculina | негов negov | неговият/неговия negoviyat/negoviya | негова negova | неговата negovata | негово negovo | неговото negovoto | негови negovi | неговите negovite | му mu       |
| Singular | Terceira | Feminina  | неин nein   | нейният/нейния neyniyat/neyniya     | нейна neyna   | нейната neynata   | нейно neyno   | нейното neynoto   | нейни neyni   | нейните neynite   | и i         |
| Singular | Terceira | Neutra    | негов negov | неговият/неговия negoviyat/negoviya | негова negova | неговата negovata | негово negovo | неговото negovoto | негови negovi | неговите negovite | му mu       |
| Plural   | Primeira | Primeira  | наш nash    | нашият/нашия nashiyat/nashiya       | наша nasha    | нашата nashata    | наше nashe    | нашето nasheto    | наши nashi    | нашите nashite    | ни ni       |
| Plural   | Segunda  | Segunda   | ваш vash    | вашият/вашия vashiyat/vashiya       | ваша vasha    | вашата vashata    | ваше vashe    | вашето vasheto    | ваши vashi    | вашите vashite    | ви vi       |
| Plural   | Terceira | Terceira  | техен tehen | техният/техния tehniyat/tehniya     | тяхна tyahna  | тяхната tyahnata  | тяхно tyahno  | тяхното tyahnoto  | техни tehni   | техните tehnite   | им im       |

#### Pronomes demonstrativos
Os pronomes demonstrativos do búlgaro flexionam em gênero e número.
| Tipo                 | Singular               | Singular               | Singular              | Plural                |
| Tipo                 | Masc.                  | Fem.                   | Neu.                  | Plural                |
| -------------------- | ---------------------- | ---------------------- | --------------------- | --------------------- |
| Próximo ao falante   | този / тоя tozi / toya | тази / тая tazi / taya | това / туй tova / tuy | тези / тез tezi / tez |
| Distante do falante  | онзи onzi              | онази onazi            | онова onova           | онези onezi           |
| Denotando qualidade  | такъв takav            | такъва takava          | такова takova         | такива takiva         |
| Denotando quantidade | толкова tolkova        | толкова tolkova        | толкова tolkova       | толкова tolkova       |

Exemplos de uso dos pronomes demonstrativos em búlgaro:
- това списание е на български език, а онова - на английски "Esta revista está em búlgaro, e aquela está em inglês".
- Той говори за такъв нов учител. "Ele falou de um tal novo professor."

### Substantivos e artigos
Os substantivos em búlgaro são flexionados em gênero, número, caso gramatical e definição.

#### Gênero
O búlgaro apresenta um sistema de flexão de gênero nos substantivos que é relativamente simples em comparação com outras línguas eslavas. Em búlgaro, os substantivos são classificados em três gêneros gramaticais: masculino, feminino e neutro. Essa classificação influencia a forma como os substantivos são declinados e como concordam com adjetivos, artigos e outros elementos da frase.
1. Masculino: Os substantivos masculinos geralmente terminam em uma consoante (ex.: мъж - homem, град - cidade). Em alguns casos, substantivos masculinos podem terminar em -а ou -я (ex.: баща - pai, съдия - juiz).
2. Feminino: Os substantivos femininos normalmente terminam em -а ou -я (ex.: жена - mulher, река - rio). Há também alguns substantivos femininos que terminam em consoante, mas esses são menos comuns (ex.: нощ - noite).
3. Neutro: Os substantivos neutros geralmente terminam em -о ou -е (ex.: дете - criança, море - mar). Em alguns casos, substantivos neutros podem terminar em -и (ex.: такси - táxi).

#### Número
Além do gênero, os substantivos em búlgaro também variam em número (singular e plural). A formação do plural depende do gênero do substantivo:
- Masculino: O plural é frequentemente formado pela adição de -е, -и ou -ове (ex.: мъж - homem → мъже - homens, зъб - dente → зъби - dentes, град - cidade → градове - cidades).
- Feminino: O plural é geralmente formado pela substituição de -а ou -я por -и (ex.: жена - mulher → жени - mulheres, баня - banheiros → бани - banheiros).
- Neutro: O plural é normalmente formado pela substituição de -о ou -е por -а ou -я (ex.: езеро - lago → езера - lagos, условие - condição → условия - condições).
Algumas palavras em búlgaro só existem na forma de uma das flexões de número, chamadas Singularia tantum e pluralia tantum.
- Singularia tantum: Só ocorrem no singular. Ex: любов - amor.

- Pluralia tantum: Só ocorrem no plural. Ex: очила - óculos.

Os substantivos masculinos, além de possuírem a forma tradicional de plural, podem terminar em -а ou -я quando são acompanhados de números ou de pronomes como "quantos".
| Singular          | Plural             | Plural contável            |
| ----------------- | ------------------ | -------------------------- |
| град cidade       | градове cidades    | два града duas cidades     |
| молив lápis (sg.) | моливи lápis (pl.) | колко молива quantos lápis |

#### Casos gramaticais
O búlgaro moderno é uma língua analítica, o que significa que perdeu a maioria das flexões de caso presentes em outras línguas eslavas, como o russo ou o polonês. No entanto, vestígios do sistema de casos ainda podem ser observados em algumas formas arcaicas, expressões fixas e pronomes. Atualmente, o búlgaro utiliza preposições e a ordem das palavras para indicar funções gramaticais, em vez de flexões de caso, que só ocorre nos casos nominativo e vocativo.
1. Nominativo: O caso nominativo é a forma básica do substantivo, usada para o sujeito da frase. Exemplo: мъж (homem), жена (mulher), дете (criança).
2. Vocativo: O caso vocativo é usado para dirigir-se diretamente a alguém ou algo. Em búlgaro, ele é mais comum em substantivos masculinos. Exemplo: мъж → мъжо (homem → ó homem), баща → бащо (pai → ó pai).
3. Acusativo: O caso acusativo é usado para o objeto direto da frase. Em búlgaro, ele é frequentemente marcado pelo uso de preposições ou pela ordem das palavras. Exemplo: Виждам мъжа (Vejo o homem).
4. Genitivo e dativo: Esses casos são expressos principalmente por meio de preposições. Por exemplo, o genitivo é indicado por preposições como на (de), enquanto o dativo é indicado por preposições como на ou за (para). Exemplo: Книгата на учителя (O livro do professor, genitivo), Давам книгата за учителя (Dou o livro ao professor, dativo).

#### Artigos
O búlgaro é uma das poucas línguas eslavas que utiliza artigos definidos. No entanto, ao contrário de línguas como o inglês ou o espanhol, onde os artigos precedem o substantivo, em búlgaro os artigos são pós-positivos, ou seja, são anexados ao final do substantivo. Isso ocorre tanto no singular quanto no plural, e a forma do artigo varia de acordo com o gênero e o número do substantivo.
Artigo definido
1. Masculino:
- Singular: -ът ou -ят (dependendo da terminação do substantivo). Exemplo: мъж (homem) → мъжът (o homem), град (cidade) → градът (a cidade).
- Se o substantivo terminar em -й ou -ц, usa-se -ят. Exemplo: край (fim) → краят (o fim).
- Plural: -те. Exemplo: мъже (homens) → мъжете (os homens).
Em substantivos masculinos que terminam em -а ou -я, o artigo definido no singular é -та (semelhante ao feminino). Exemplo: баща (pai) → бащата (o pai).
2. Feminino:
- Singular: -та. Exemplo: жена (mulher) → жената (a mulher).
- Plural: -те. Exemplo: жени (mulheres) → жените (as mulheres).
3. Neutro:
- Singular: -то. Exemplo: дете (criança) → детето (a criança).
- Plural: -та. Exemplo: деца (crianças) → децата (as crianças).
Em alguns dialetos ou na linguagem coloquial, o artigo definido pode ser abreviado ou omitido, especialmente no masculino singular. Exemplo: мъжът → мъжа (o homem).
Artigo indefinido
- един (um/uma) para masculino e neutro. Exemplo: един мъж (um homem), един град (uma cidade).
- една (uma) para feminino. Exemplo: една жена (uma mulher).
- едно (um/uma) para neutro. Exemplo: едно дете (uma criança).
No plural, o artigo indefinido não é usado, e o sentido de indefinição é dado pelo contexto.

#### Formação de palavras
Os substantivos podem ser formados a partir de outras palavras por meio de sufixos. Alguns sufixos importantes usados para formar substantivos são:
- -ар para homens (рибар – pescador, книжар – livreiro, бръснар – barbeiro);
- -ач para pessoas do sexo masculino (носач – transportador, купувач – comprador, продавач – vendedor);
- -тел para pessoas do sexo masculino (учител– professor, родител – pai, строител – construtor);
- -ин para pessoas do sexo masculino (българин – um búlgaro, гражданин– cidadão, селянин – aldeão);
- -ик para pessoas do sexo masculino (виновник – culpado, изменик – traidor, довереник – agente);
- -ец para pessoas do sexo masculino (летец– folheto, хубавец – homem bonito, планинец – montanhista);
- -ица para:
  - mulheres (царица– rainha, певица – cantora, хубавица– belle);
  - fêmeas (лъвица– leoa, слоница – elefanta, магарица – jennet);
  - diminutivos  femininos (водица – água, главица – cabeça, сестрица – irmã);
  - objetos femininos (ножица– tesoura, вилица – garfo, солница – salina);
  - produtos para comer e beber (лютеница– purê de pimenta, наденица – salsicha, сливовица – aguardente de ameixa);
- -ка para:
  - pessoas do sexo feminino (учителка - professora, лекарка - médica, студентка - estudante universitária);
  - diminutivos femininos (градинка – jardim, картинка – imagem, калинка – joaninha);
- -ник para:
  - objetos (хладилник– geladeira, чайник – bule, калник – guarda-lamas);
  - locais com determinada finalidade (рибарник– lago de reprodução, рудник– mina de carvão);
- -иня para mulheres (богиня – deusa, боркиня – mulher lutadora, немкиня – uma mulher/menina alemã);
- -алня para locais com determinada finalidade (читалня – sala de leitura, съблекалня – vestiário);
- -ище para:
  - lugares onde algo é feito (училище– escola, читалище– clube da biblioteca, игрище– parquinho);
  - aumentativos (мъжище, женище, детище);
- -ница para locais onde algo é feito (бръснарница – barbearia, млекарница– loja de leite);
- -ство para:
  - locais onde um departamento está localizado (издателство– editora, посолство– embaixada);
  - os nomes de certas atividades (тъкачество– tecelagem, шивачество– bordado);
  - os nomes de certas qualidades (удобство – conveniência, нехайство – descuido);
  - substantivos coletivos (войнство– exército, студентство– estudantes);
- -а para os nomes de algumas ações (просвета – educação, проява – ato/escritura);
- -ба para os nomes de algumas ações (борба – lutar, молба – solicitar);
- -ние para os nomes de alguma ação (учение – ensinar, писание– escrever);
- -ина para nomes de qualidades abstratas (топлина – calor, бързина – rapidez);
- -еж para os nomes de algumas ações (строеж – construção, стремеж – esforço);
- -итба para os nomes de algumas ações (сеитба – semear, коситба – cortar);
- -не para os nomes de algumas ações (четене – leitura, писане – escrita);
- -ост para nomes de qualidades abstratas (младост – juventude, твърдост – dureza);
- -ие para substantivos abstratos (съгласие – concordância, усилие– esforço);
- -е para diminutivos masculinos (столе – cadeira pequena, пръсте – dedo mínimo);
- -ота para nomes de qualidades abstratas (топлота – calor, красота – beleza);
- -ле para diminutivos masculinos (носле – nariz pequeno, вратле — pescoço);
- -че para diminutivos masculinos (братче – irmão, столче – cadeira pequena);
- -ичка para diminutivos femininos (водичка — água, главичка – cabeça pequena);
- -це para diminutivos neutros (крилце – asa pequena, селце – vila pequena).

### Adjetivos
Os adjetivos em búlgaro são flexionados em gênero e número para concordar com os substantivos que modificam. No singular, os adjetivos podem assumir três formas: masculino, feminino e neutro. No plural, a forma é a mesma para todos os gêneros. As flexões dos adjetivos seguem as mesmas regras das flexões dos substantivos modificados, concordando em gênero e número, como em:
- щастлив край "final feliz";
- синя топка "bola azul";
- синьо небе "céu azul";
- щастливи момичета "meninas felizes";

Além disso, os adjetivos em búlgaro também podem ser usados com artigos definidos, que são sufixados ao adjetivo, assim como nos substantivos, como em:
- Малкият принц "O Pequeno Príncipe";
- Голямата идея "A grande ideia".

### Verbos
Os verbos em búlgaro possuem um sistema rico e complexo, caracterizado por uma variedade de formas conjugadas que refletem nuances temporais, aspectuais e modais, além de incluir um sistema de evidencialidade único entre as línguas eslavas, sendo que a flexão verbal depende também da pessoa, número e voz.

#### Modo e evidencialidade
O búlgaro possui um sistema verbal que distingue entre modos e marcas de evidencialidade. O búlgaro apresenta quatro modos, sendo um realis (indicativo) e três irrealis (imperativo, condicional e renarrado). A evidencialidade é marcada por formas verbais específicas que indicam se a ação foi testemunhada diretamente ou conhecida por relatos indiretos. Abaixo estão listados os modos verbais do búlgaro junto às suas principais funções e principais formas de marcação:
| Modo        | Marcação                                | Contexto                                                | Exemplo                                         | Tradução                                      |
| ----------- | --------------------------------------- | ------------------------------------------------------- | ----------------------------------------------- | --------------------------------------------- |
| Indicativo  | não marcado                             | Declarações tidas como verdadeiras                      | Той чете.                                       | Ele lê.                                       |
| Imperativo  | Sufixos -и, -eме                        | Comandos, pedidos, conselhos e convites                 | Чети!                                           | Leia!                                         |
| Condicional | verbo auxiliar съм conjugado no aoristo | Hipóteses ou condições                                  | Ако ме бяхте поканили, щях да отида.            | Se você tivesse me convidado, eu teria ido.   |
| Renarrado   | sufixos -л, -ла, -ло                    | Declarações sobre fatos não testemunhados pelo narrador | Чух, че писмото присигнало с голямо закъснение. | Eu ouvi dizer que a carta chegou muito tarde. |

A evidencialidade é marcada com os modos:
- Eventos testemunhados: Usa-se o modo indicativo, geralmente no passado aoristo ou imperfeito. Exemplo: "Той отиде." (Ele foi.)
- Eventos não testemunhados: Usa-se o modo renarrado, geralmente no aoristo com o verbo auxiliar no presente. Exemplo: "Той отишъл." (Ao que eu soube, ele foi.)

#### Tempo e aspecto
O sistema verbal búlgaro inclui uma distinção clara entre tempo e aspecto. O búlgaro possui nove tempos verbais, sendo três simples e seis compostos.
| Tempo verbal                 | Exemplo          | Tradução          |
| ---------------------------- | ---------------- | ----------------- |
| Infinitivo                   | да живеят        | viver             |
| Presente                     | живея            | eu vivo           |
| Pretérito Imperfeito         | живеех           | eu estava vivendo |
| Pretérito Aoristo            | живях            | eu vivi           |
| Presente Perfeito            | живял съм        | eu tenho vivido   |
| Pretérito Perfeito           | бях живял        | eu tinha vivido   |
| Futuro                       | ще живея         | eu viverei        |
| Futuro do Pretérito          | щях да живея     | eu viveria        |
| Futuro Perfeito              | ще съм живял     | eu terei vivido   |
| Futuro Perfeito do Pretérito | щях да съм живял | eu teria vivido   |

1. ↑  Infinitivo não é um tempo verbal, é uma forma nominal, que foi inserida na tabela apenas para mostrar o verbo antes de ser conjugado.
2. ↑  Equivalente ao Pretérito Perfeito do português.
3. ↑  Não é equivalente ao Pretérito Perfeito do Português. É formado pelo verbo auxiliar 'ter' conjugado no pretérito imperfeito + verbo no particípio passado.

O aspecto pode ser perfectivo (ações completadas) ou imperfectivo (ações contínuas ou repetidas), sendo marcado pela escolha do verbo:
- Aspecto perfectivo: Foca na conclusão da ação. Exemplo: "Прочетох книгата." (Eu li o livro.)
- Aspecto imperfectivo: Foca no processo da ação. Exemplo: "Четях книгата." (Eu estava lendo o livro.)

#### Voz verbal
O búlgaro possui duas vozes verbais principais: a voz ativa e a voz passiva.
- Voz ativa: O sujeito realiza a ação. Exemplo: "Ученикът пише писмо." (O aluno escreve uma carta.)
- Voz passiva: O sujeito sofre a ação. Exemplo: "Писмото е написано от ученика." (A carta foi escrita pelo aluno.)

A voz passiva é formada com o verbo auxiliar съм (ser) mais o particípio passado do verbo principal. Em alguns casos, também pode ser usada a construção reflexiva com се. Exemplo: "Книгата се чете лесно." (O livro é lido facilmente.)

### Sentenças
As sentenças em búlgaro seguem padrões sintáticos flexíveis devido à rica morfologia da língua, que permite a variação na ordem das palavras sem comprometer a compreensão. Entretanto, há estruturas mais comuns e preferidas no discurso formal e coloquial. Além disso, o búlgaro utiliza estratégias específicas para expressar negação, interrogação, condição e comparação, muitas vezes recorrendo a partículas e formas verbais particulares.

#### Ordem da frase
O búlgaro é uma língua de ordem de palavras relativamente livre, embora a estrutura mais comum seja Sujeito-Verbo-Objeto (SVO). No entanto, dependendo do foco da sentença e do contexto discursivo, outras ordens podem ser usadas.
- SVO (padrão neutro): "Мария чете книга." (Maria lê um livro.)
- VSO (ênfase no verbo): "Чете Мария книга." (Lê Maria um livro.)
- OSV (ênfase no objeto): "Книга Мария чете." (Um livro, Maria lê.)

A flexibilidade sintática é reforçada pela rica inflexão dos substantivos e pronomes, que indicam função gramatical independentemente da posição na frase.

#### Alinhamento morfossintático
O búlgaro segue um alinhamento nominativo-acusativo, no qual o sujeito de uma oração transitiva é marcado da mesma forma que o sujeito de uma oração intransitiva, enquanto o objeto recebe uma marcação distinta quando necessário.  Além disso, a língua possui pronomes clíticos que auxiliam na identificação das funções sintáticas dentro da sentença:
- "Той го видя." (Ele o viu.)
- "Аз те обичам." (Eu te amo.)

#### Sentenças negativas
A negação em búlgaro é expressa principalmente pela partícula "не" colocada antes do verbo principal. Em construções mais complexas, outras palavras negativas reforçam a negação.
- Negação simples: "Аз не чета." (Eu não leio.)
- Negação reforçada: "Аз никога не чета." (Eu nunca leio.)
- Negação dupla: "Никой нищо не каза." (Ninguém disse nada.)

#### Sentenças interrogativas
O búlgaro distingue perguntas sim/não e perguntas com palavras interrogativas.
- Perguntas sim/não: São formadas entonacionalmente ou com a partícula "ли".[110]

- "Четеш ли?" (Você lê?)
- "Той е тук?" (Ele está aqui?)
- Perguntas com palavras interrogativas: Geralmente usam pronomes interrogativos.[111]

- "Кой е тук?" (Quem está aqui?)
- "Какво четеш?" (O que você está lendo?)
- "Кога ще дойдеш?" (Quando você virá?)

#### Sentenças condicionais
O búlgaro usa conjunções como "ако" (se) e formas verbais específicas para indicar condição. A forma condicional do verbo auxiliar "щях" é usada para indicar hipóteses.
- Condição real: "Ако имаш време, ще се видим." (Se você tiver tempo, nos veremos.)
- Condição irreal: "Ако бях богат, щях да пътувам." (Se eu fosse rico, viajaria.)

#### Sentenças comparativas
A comparação em búlgaro pode ser expressa de várias maneiras, dependendo do grau de comparação. As comparações são frequentemente formadas com as partículas "по-" (mais) e "най-" (o mais).
- Comparação de superioridade:[114]

- "Той е по-висок от мен." (Ele é mais alto que eu.)
- Comparação de igualdade:[114]

- "Тя е толкова умна, колкото сестра си." (Ela é tão inteligente quanto sua irmã.)
- Superlativo:[114]

- "Той е най-добрият студент." (Ele é o melhor estudante.)

## Vocabulário

### Declaração Universal dos Direitos Humanos
A Declaração Universal dos Direitos Humanos é um documento internacional adotado em 1948 pela terceira sessão regular da Assembléia Geral das Nações Unidas. Embora não possua força legal, a declaração é a base para os subsequentes tratados das Nações Unidas. Como membros fundadores, tanto a Bulgária quanto o Brasil votaram a favor do documento. A seguir, está seu primeiro artigo na versão em búlgaro acompanhada da versão em português.
| Búlgaro | Português |
| --- | --- |
| Член 1Bсички хора се раждат свободни и равни по достойнство и права. Tе са надарени с разум и съвест и следва да се отнасят помежду си в дух на братство. | Artigo primeiroTodos os seres humanos nascem livres e iguais em dignidade e em direitos. Dotados de razão e de consciência, devem agir uns para com os outros em espírito de fraternidade. |

### Hino Nacional da República da Bulgária

Partitura musical de Mila Rodino

O Hino Nacional da Bulgária, intitulado Mila Rodino (em português, "Querida Pátria"), é o hino oficial do país desde 1964. A música foi composta por Tsvetan Radoslavov em 1885, e a letra foi escrita por Tsvetan Radoslavov e posteriormente adaptada. O hino reflete o amor e o respeito pela pátria, destacando a beleza natural da Bulgária e o orgulho do seu povo. É frequentemente executado em ocasiões oficiais, cerimônias públicas e eventos esportivos, simbolizando a unidade e a identidade nacional búlgara. A seguir, está a letra do hino da Bulgária em cirílico, sua versão transliterada, sua pronúncia e sua tradução para o português.
| Cirílico | Alfabeto latino | Transcrição AFI | Português |
| I Горда Стара планина, До ней Дунава синей, Слънце Тракия огрява, Над Пирина пламеней. Припев: Мила Родино, Ти си земен рай, Твойта хубост, твойта прелест, Ах, те нямат край. II Паднаха борци безчет, За народа наш любим, Майко, дай ни мъжка сила, Пътя им да продължим. Припев III Дружно, братя българи! С нас Москва е в мир и в бой! Партия велика води Нашия победен строй. Припев | I Gorda Stara planina, Do nei Dunava sinei, Slănțe Trachia ogreava, Nad Pirina plamenei. Pripev: Mila Rodino, Ti si zemen rai, Tvoita hubost, tvoita prelest, Ah, te neamat crai. II Padnaha borți bezcet, Za naroda naș liubim, Maico, dai ni măjca sila, Pătea im da prodăljim. Pripev III Drujno, bratea bălgari! S nas Moscva e v mir i v boi! Partia velica vodi Nașia pobeden stroi. Pripev | 1 [ɡɔr.d̪ɐ s̪t̪a.rɐ pɫɐ.n̪i.n̪a ǀ] [d̪o n̪ɛj d̪u.n̪ɐ.vɐ s̪i.n̪ɛj ǀ] [s̪ɫɤ̞n̪.t͡sɛ t̪ra.ki.jɐ oɡ.rʲa̟.vɐ ǀ] [n̪at̪ pi.ri.n̪ɐ pɫɐ.mɛ.n̪ɛj ǁ] [pri.pɛf] [mi.ɫɐ rɔ.d̪i.n̪o ǀ] [t̪i s̪i z̪ɛ.mɛn̪ raj ǀ] [t̪fɔj.t̪ɐ xu.bɔs̪t̪ ǀ t̪fɔj.t̪ɐ prɛ.lɛs̪t̪ ǀ] [ax ǀ t̪ɛ ɲ̪a̟.mɐt̪ kraj ǁ] 2 [pad̪.n̪ɐ.xɐ bor.t͡si bɛs̪.t͡ʃɛt̪ ǀ] [z̪ɐ n̪ɐ.rɔ.d̪ɐ n̪aʃ ʎu̟.bim ǀ] [maj.ko ǀ d̪aj n̪i mɤ̞ʃ.kɐ s̪i.ɫɐ ǀ] [pɤ̞.t̪ʲɐ im d̪ɐ pro.d̪əɫ.ʒim ǁ] [pri.pɛf] 3 [d̪ruʒ.n̪o ǀ bra.t̪ʲɐ bɤ̞ɫ.gɐ.ri ǁ] [s̪‿n̪as̪ mo.s̪kfa ɛ‿v mir i‿f bɔj ǁ] [par.t̪i.jɐ vɛ.li.kɐ vɔ.d̪i] [n̪a.ʃi.jɐ po.bɛ.d̪ɛn̪ s̪t̪rɔj ǁ] [pri.pɛf] | Orgulhosa velha montanha Que cerca o Danúbio O Sol ilumina a Trácia Brilhando sobre os rochedos Pirin Refrão (2x): Querida Pátria, É o paraíso na terra, Tua beleza e teu encanto, Nunca se acabarão. Para o nosso povo amado, Os lutadores sacrificaram suas vidas; Mãe, nos dá força viril Por perseverar em seu caminho. Refrão (2x) Como um, irmãos búlgaros! Com Moscou em guerra e paz! Dirigido por tua Grande Partido Nosso regime de vitória. Refrão (2x) |

### Numerais
Abaixo estão listados os principais números cardinais em armênio, que possui uma base numérica decimal.
| Número | Búlgaro                 | Número | Búlgaro                           | Número     | Búlgaro                                   |
| ------ | ----------------------- | ------ | --------------------------------- | ---------- | ----------------------------------------- |
| 0      | нула (nula)             | 14     | четиринадесет (chetirinadeset)    | 80         | осемдесет (osemdeset)                     |
| 1      | едно (edno)             | 15     | петнадесет (petnadeset)           | 90         | деветдесет (devetdeset)                   |
| 2      | две (dve)               | 16     | шестнадесет (shestnadeset)        | 100        | сто (sto)                                 |
| 3      | три (tri)               | 17     | седемнадесет (sedemnadeset)       | 101        | сто и едно (sto i edno)                   |
| 4      | четири (chetiri)        | 18     | осемнадесет (osemnadeset)         | 121        | сто двадесет и едно (sto dvadeset i edno) |
| 5      | пет (pet)               | 19     | деветнадесет (devetnadeset)       | 200        | двеста (dvesta)                           |
| 6      | шест (shest)            | 20     | двадесет (dvadeset)               | 1.000      | хиляда (hilyada)                          |
| 7      | седем (sedem)           | 21     | двадесет и едно (dvadeset i edno) | 2.000      | две хиляди (dve hilyadi)                  |
| 8      | осем (osem)             | 22     | двадесет и две (dvadeset i dve)   | 10.000     | десет хиляди (deset hilyadi)              |
| 9      | девет (devet)           | 30     | тридесет (trideset)               | 100.000    | сто хиляди (sto hilyadi)                  |
| 10     | десет (deset)           | 40     | четиридесет (chetirideset)        | 1 milhão   | един милион (edin milion)                 |
| 11     | единадесет (edinadeset) | 50     | петдесет (petdeset)               | 10 milhões | десет милиона (deset miliona)             |
| 12     | дванадесет (dvanadeset) | 60     | шестдесет (shestdeset)            | 1 bilhão   | един милиард (edin milliard)              |
| 13     | тринадесет (trinadeset) | 70     | седемдесет (sedemdeset)           | 1 trilhão  | един трилион (edin trilion)               |

Os numerais "um" e "dois" podem sofrer flexão de gênero:
- 1 flexiona para един (masc.), една (fem.) e едно (neutro).
- 2 flexiona para два (masc.) e две (fem. e neutro).

### Dias e meses

Comparação de vocabulário entre línguas europeias para "sábado"

Os dias da semana em búlgaro derivam do eslavo antigo e da tradição judaica, apresentando semelhanças com outras línguas eslavas, como o russo.
| Dia           | Búlgaro                 | Pronúncia  |
| ------------- | ----------------------- | ---------- |
| Segunda-feira | понеделник (ponedelnik) | ponedélnik |
| Terça-feira   | вторник (vtornik)       | vtórnik    |
| Quarta-feira  | сряда (sryada)          | sryáda     |
| Quinta-feira  | четвъртък (chetvǎrtǎk)  | chetvǎ́rtǎk |
| Sexta-feira   | петък (petǎk)           | petǎ́k      |
| Sábado        | събота (sǎbota)         | sǎ́bota     |
| Domingo       | неделя (nedelya)        | nedélya    |

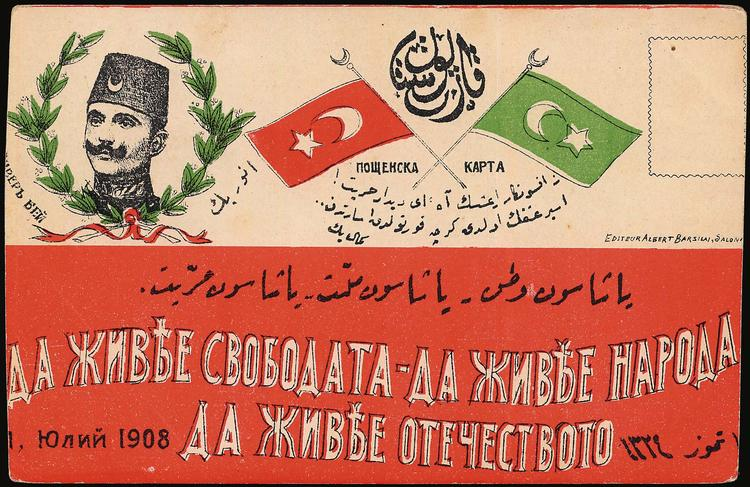
Cartão postal otomano com inscrições em búlgaro, incluindo uma data no canto inferior esquerdo

Os meses em búlgaro seguem o calendário gregoriano, semelhante a diversas língua indo-europeias.
| Mês       | Búlgaro               | Pronúncia |
| --------- | --------------------- | --------- |
| Janeiro   | януари (yanuari)      | yanuári   |
| Fevereiro | февруари (fevruari)   | fevruári  |
| Março     | март (mart)           | mart      |
| Abril     | април (april)         | apríl     |
| Maio      | май (may)             | may       |
| Junho     | юни (yuni)            | yúni      |
| Julho     | юли (yuli)            | yúli      |
| Agosto    | август (avgust)       | ávgust    |
| Setembro  | септември (septemvri) | septémvri |
| Outubro   | октомври (oktomvri)   | októmvri  |
| Novembro  | ноември (noemvri)     | noémvri   |
| Dezembro  | декември (dekemvri)   | dekémvri  |

### Lista de Swadesh
A seguir está  a lista de Swadesh da língua búlgara, com alguns de seus conceitos fundamentais:
| Nº | Conceito (português) | Búlgaro           | Nº  | Conceito (português) | Búlgaro                  |
| -- | -------------------- | ----------------- | --- | -------------------- | ------------------------ |
| 1  | eu                   | аз (az)           | 51  | seios                | гърди (gǎrdi)            |
| 2  | você                 | ти (ti)           | 52  | coração              | сърце (sǎrtse)           |
| 3  | nós                  | ние (nie)         | 53  | fígado               | черен дроб (cheren drob) |
| 4  | este                 | този (tozi)       | 54  | beber (verbo)        | пия (piya)               |
| 5  | aquele               | онзи (onzi)       | 55  | comer (verbo)        | ям (yam)                 |
| 6  | quem?                | кой? (koy?)       | 56  | morder (verbo)       | хапя (hapya)             |
| 7  | o que?               | какво? (kakvo?)   | 57  | ver (verbo)          | виждам (vizhdam)         |
| 8  | não                  | не (ne)           | 58  | ouvir (verbo)        | чувам (chuvam)           |
| 9  | todos                | всички (vsichki)  | 59  | saber (fatos)        | знам (znam)              |
| 10 | muitos               | много (mnogo)     | 60  | dormir (verbo)       | спя (spya)               |
| 11 | um                   | един (edin)       | 61  | morrer (verbo)       | умирам (umiram)          |
| 12 | dois                 | две (dve)         | 62  | matar (verbo)        | убивам (ubivam)          |
| 13 | grande               | голям (golyam)    | 63  | nadar (verbo)        | плувам (pluvam)          |
| 14 | comprido (não largo) | дълъг (dǎlǎg)     | 64  | voar (verbo)         | летя (letya)             |
| 15 | pequeno              | малък (malǎk)     | 65  | andar (verbo)        | вървя (vǎrvyа)           |
| 16 | mulher               | жена (zhena)      | 66  | vir (verbo)          | идвам (idvam)            |
| 17 | homem (adulto)       | мъж (mǎzh)        | 67  | deitar (verbo)       | лягам (lyagam)           |
| 18 | pessoa (indivíduo)   | човек (chovek)    | 68  | sentar (verbo)       | сядам (syadam)           |
| 19 | peixe                | риба (riba)       | 69  | ficar em pé (verbo)  | стоя (stoya)             |
| 20 | pássaro              | птица (ptitsa)    | 70  | dar (verbo)          | давам (davam)            |
| 21 | cachorro             | куче (kuche)      | 71  | dizer (verbo)        | казвам (kazvam)          |
| 22 | piolho               | въшка (vǎshka)    | 72  | sol                  | слънце (slǎntse)         |
| 23 | árvore               | дърво (dǎrvo)     | 73  | lua                  | луна (luna)              |
| 24 | semente              | семе (seme)       | 74  | estrela              | звезда (zvezda)          |
| 25 | folha                | лист (list)       | 75  | вода                 | вода (voda)              |
| 26 | raiz                 | корен (koren)     | 76  | chuva                | дъжд (dǎzhd)             |
| 27 | casca (árvore)       | кора (kora)       | 77  | pedra                | камък (kamǎk)            |
| 28 | pele (humana)        | кожа (kozha)      | 78  | areia                | пясък (pyasǎk)           |
| 29 | carne                | месо (meso)       | 79  | terra (solo)         | земя (zemya)             |
| 30 | sangue               | кръв (krǎv)       | 80  | nuvem                | облак (oblak)            |
| 31 | osso                 | кост (kost)       | 81  | fumaça               | дим (dim)                |
| 32 | gordura              | мазнина (maznina) | 82  | fogo                 | огън (ogǎn)              |
| 33 | ovo                  | яйце (yaytse)     | 83  | cinzas               | пепел (pepel)            |
| 34 | chifre               | рог (rog)         | 84  | queimar (intrans.)   | горя (gorya)             |
| 35 | rabo                 | опашка (opashka)  | 85  | caminho (estrada)    | път (pǎt)                |
| 36 | pena (grande)        | перо (pero)       | 86  | montanha             | планина (planina)        |
| 37 | cabelo (humano)      | коса (kosa)       | 87  | vermelho (cor)       | червен (cherven)         |
| 38 | cabeça               | глава (glava)     | 88  | verde (cor)          | зелен (zelen)            |
| 39 | orelha               | ухо (uho)         | 89  | amarelo (cor)        | жълт (zhǎlt)             |
| 40 | olho                 | око (oko)         | 90  | branco (cor)         | бял (byal)               |
| 41 | nariz                | нос (nos)         | 91  | preto (cor)          | черен (cheren)           |
| 42 | boca                 | уста (usta)       | 92  | noite                | нощ (nosht)              |
| 43 | dente (frontal)      | зъб (zǎb)         | 93  | quente (clima)       | горещ (goresht)          |
| 44 | língua (anatômica)   | език (ezik)       | 94  | frio (clima)         | студен (studen)          |
| 45 | garra (unha animal)  | нокът (nokǎt)     | 95  | cheio                | пълен (pǎlen)            |
| 46 | pé (não perna)       | крак (krak)       | 96  | novo                 | нов (nov)                |
| 47 | joelho               | коляно (kolyano)  | 97  | bom                  | добър (dobǎr)            |
| 48 | mão                  | ръка (rǎka)       | 98  | redondo              | кръгъл (krǎgǎl)          |
| 49 | barriga (abdômen)    | корем (korem)     | 99  | seco                 | сух (suh)                |
| 50 | pescoço              | врат (vrat)       | 100 | nome                 | име (ime)                |

## Menções
A língua búlgara já foi tema de três questões em olimpíadas científicas, envolvendo seu sistema de escrita, sua estrutura frasal, seu sistema de famílias, entre outros aspectos importantes da língua:
- Na 27ª questão (Sobre o nome) da primeira fase da edição Khipu (2022) da Olimpíada Brasileira de Linguística;[122]
- Na 3ª questão (AEE) da segunda fase da edição Òkun (2016) da Olimpíada Brasileira de Linguística;[123]
- Na 13ª questão (Trinadeset) da primeira fase da edição Abya Yala (2023) da Olimpíada Brasileira de Linguística.[124]